# Paryż
Paryż (fr. Paris, wymowaⓘ) – stolica i najludniejsze miasto Francji, a także departament (nr 75), w regionie Île-de-France. Położone jest w północnej części kraju, w centrum Basenu Paryskiego, nad Sekwaną. Stanowi centrum polityczne, ekonomiczne i kulturalne kraju.
Według danych na 1 stycznia 2020 r. w granicach administracyjnych gminy Paryż na obszarze 105,4 km² zamieszkiwało 2 187 271 osób, na obszarze Wielkiego Paryża (Grand Paris) mieszkało 7 086 619 osób na obszarze 814,2 km², w paryskiej jednostce miejskiej Unité urbaine de Paris mieszkało 10 856 407 osób na obszarze 2846 km², natomiast na obszarze regionu paryskiego Île-de-France mieszkało 12 271 794 osób na obszarze 12 012 km². Po opuszczeniu Unii Europejskiej przez Wielką Brytanię, Paryż stał się największą metropolią w Unii Europejskiej.
Miasto ma układ koncentryczny z rozchodzącymi się gwiaździście bulwarami. Jego oś stanowi wcięta dolina Sekwany, która dzieli Paryż na dwie części: prawobrzeżną (północną) Rive Droite oraz lewobrzeżną (południową) Rive Gauche.
W 2018 r. Paryż odwiedziło 17,95 mln turystów z całego świata – był trzecim najczęściej odwiedzanym miastem świata po Bangkoku i Londynie. Według danych ICCA w Paryżu zorganizowano w 2018 r. największą liczbę kongresów międzynarodowych (1192).

## Historia
Historyczne centrum Paryża stanowi wyspa Île de la Cité na Sekwanie, na której położone są m.in. Palais de Justice oraz katedra Notre-Dame de Paris. Jest ona połączona z mniejszą wyspą Île Saint-Louis.
Paryż był pierwotnie osadą celtycką, głównym ośrodkiem plemienia Paryzjów (łac. Parisii), którzy zasiedlili Île de la Cité w III wieku p.n.e. W 52 r. p.n.e. przybyli tu Rzymianie. Miasto znane było wówczas pod nazwą Lutetia – co oznacza podmokłe miejsce. Niedługo później miasto zaczęło rozwijać się na lewym brzegu Sekwany (dzisiejsza Dzielnica Łacińska). Powoli coraz częściej używano jedynie nazwy Paris. Przez cały okres starożytności Paryż był mało znaczącą osadą i pozostawał w cieniu takich miast jak Lyon czy Bordeaux.
Rzymianie władali miastem aż do 508, kiedy Chlodwig I, król Franków, założyciel dynastii Merowingów, uczynił je swoją stolicą (przeniesioną z Tournai). Najazdy wikingów w VIII wieku zmusiły mieszkańców do postawienia fortecy. Mimo to 28 marca 845 miasto zostało złupione. Czterdzieści lat później miasto wytrzymało kolejny najazd wikingów (od 25 listopada 885 do października 886). Słabość karolińskich królów Francji doprowadziła do wzrostu potęgi książąt Paryża. W 987 królem Francji obrany został Hugo Kapet.
W XI wieku Paryż został znacząco rozbudowany na prawym brzegu. W XII i XIII wieku, a zwłaszcza za rządów Filipa II, nastąpił szybki rozwój miasta. Powstały pierwsza forteca Luwru oraz ważniejsze paryskie kościoły, w tym katedra Notre Dame. Paryż stał się też żywym ośrodkiem życia intelektualnego – powstał tu w XII w. Uniwersytet Paryski – jeden z pierwszych średniowiecznych uniwersytetów, nazywany później zwyczajowo Sorboną. Miasto przeżywało okres rozwoju jako ośrodek handlu oraz centrum naukowe, co zostało przerwane przez epidemię czarnej śmierci oraz wojnę stuletnią.
Po wyparciu Anglików, za panowania Walezjuszów, nastąpił bujny rozkwit kulturalny Paryża, choć władcy z tej dynastii często przebywali poza miastem, w zamkach w Dolinie Loary. Franciszek I rozbudował Luwr, był też mecenasem sztuki i sprowadził do Paryża wielu artystów. W II połowie XVI wieku zaostrzył się konflikt między katolikami i hugenotami, co doprowadziło do rzezi zwanej Nocą św. Bartłomieja. W rezultacie wojen religijnych tron objął Henryk IV, pierwszy z dynastii Burbonów; przy tej okazji wygłosił słynne zdanie: „Paryż wart jest mszy”.
Burbonowie kontynuowali rozbudowę miasta, stawiając wiele znaczących budynków. Powstawały nowe dzielnice. Rozwój Paryża nie został zahamowany mimo przeniesienia przez Ludwika XIV siedziby królewskiej do pobliskiego Wersalu. Rozwijał się przemysł. Wyburzono mury miejskie, na ich miejscu powstały tzw. Wielkie Bulwary. W połowie XVII wieku Paryż miał już około pół miliona mieszkańców. Za panowania Ludwika XV w Paryżu utworzono straż pożarną (1722) i pierwszy urząd pocztowy (1738). Miasto stało się wielkim ośrodkiem kulturalnym i intelektualnym.
14 lipca 1789 wybuchła rewolucja francuska, którą zapoczątkowało zdobycie paryskiego więzienia Bastylii. W jej następstwie stracono króla Ludwika XVI i powołano republikę. Paryż był sceną kolejnych przewrotów. Pozostał stolicą Francji w okresie rządów Napoleona Bonaparte i restauracji Burbonów. Za panowania Ludwika Filipa nastąpił gwałtowny rozwój miasta, jak i całej Francji, przeżywającej rewolucję przemysłową. Okres monarchii lipcowej był też czasem wielkiego rozkwitu kulturalnego – w Paryżu żyli i tworzyli wielcy poeci, pisarze i artyści okresu romantyzmu, nie tylko francuscy.
Paryskie demonstracje w 1848 roku rozpoczęły Wiosnę Ludów, a we Francji spowodowały powstanie II Republiki. Po dojściu do władzy Napoleona III i ogłoszeniu II Cesarstwa rozpoczęto wielką przebudowę Paryża, nadzorowaną przez Georgesa-Eugène’a Haussmanna. Obecny wygląd centrum miasta jest w dużej mierze efektem tych działań. Monumentalne budynki miały świadczyć o znaczeniu Paryża, aspirującego do miana „stolicy świata”.
W 1870 roku wybuchła wojna francusko-pruska; po klęsce pod Sedanem proklamowano III Republikę. Podczas długotrwałego oblężenia Paryża przez wojska pruskie miasto doznało największych zniszczeń w swojej nowożytnej historii. Stolica Francji skapitulowała 28 stycznia 1871 roku. Niedługo potem, 18 marca, wybuchła Komuna Paryska.
Mimo wojny i zawirowań politycznych pod koniec XIX wieku Paryż zaczął przeżywać okres rozkwitu, zwany belle époque. Podczas jednej z wystaw światowych, które w Paryżu gościły kilkukrotnie, powstał jeden z symboli miasta – wieża Eiffla (1889). W 1900 roku ruszyła pierwsza linia metra. Na przełomie XIX i XX wieku Paryż był uważany za artystyczną stolicę świata; tu powstawały nowe prądy w sztuce, jak impresjonizm, kubizm i fowizm, a później dadaizm i surrealizm. Duży wpływ na architekturę miasta wywarła secesja. W roku 1900 w Paryżu zorganizowano igrzyska olimpijskie, które ponownie zagościły w mieście w 1924 oraz 2024 roku.
W czasie I wojny światowej wojska niemieckie zostały odparte, zanim podeszły pod Paryż. Okres międzywojenny to dalszy rozwój miasta – w 1931 roku liczba mieszkańców Paryża sięgnęła blisko 2,9 miliona. Aby złagodzić problemy z brakiem mieszkań, jeszcze w latach dwudziestych zrealizowano projekt budownictwa socjalnego.
Podczas II wojny światowej w 1940 roku Wehrmachtowi udało się praktycznie bez walki zająć miasto, które znalazło się w strefie okupowanej przez III Rzeszę. Okupacja zakończyła się wyzwoleniem Paryża przez Amerykanów w 1944 roku.
17 października 1961 roku, w następstwie zamieszek i demonstracji związanych z wyzwoleniem się Algierii, policja paryska dokonała masakry Algierczyków. Prawdopodobnie zginęło od 50 do 200 osób, wielu było rannych. W maju 1968 roku doszło w Paryżu do protestów i strajków studenckich.
Po II wojnie światowej Paryż utracił swoją pozycję kulturalnej stolicy świata, pozostał jednak ważnym ośrodkiem życia intelektualnego i artystycznego. Duży wpływ na rozwój miasta miały inwestycje poczynione za rządów prezydentów Georges’a Pompidou i François Mitterranda.

### Merowie Paryża

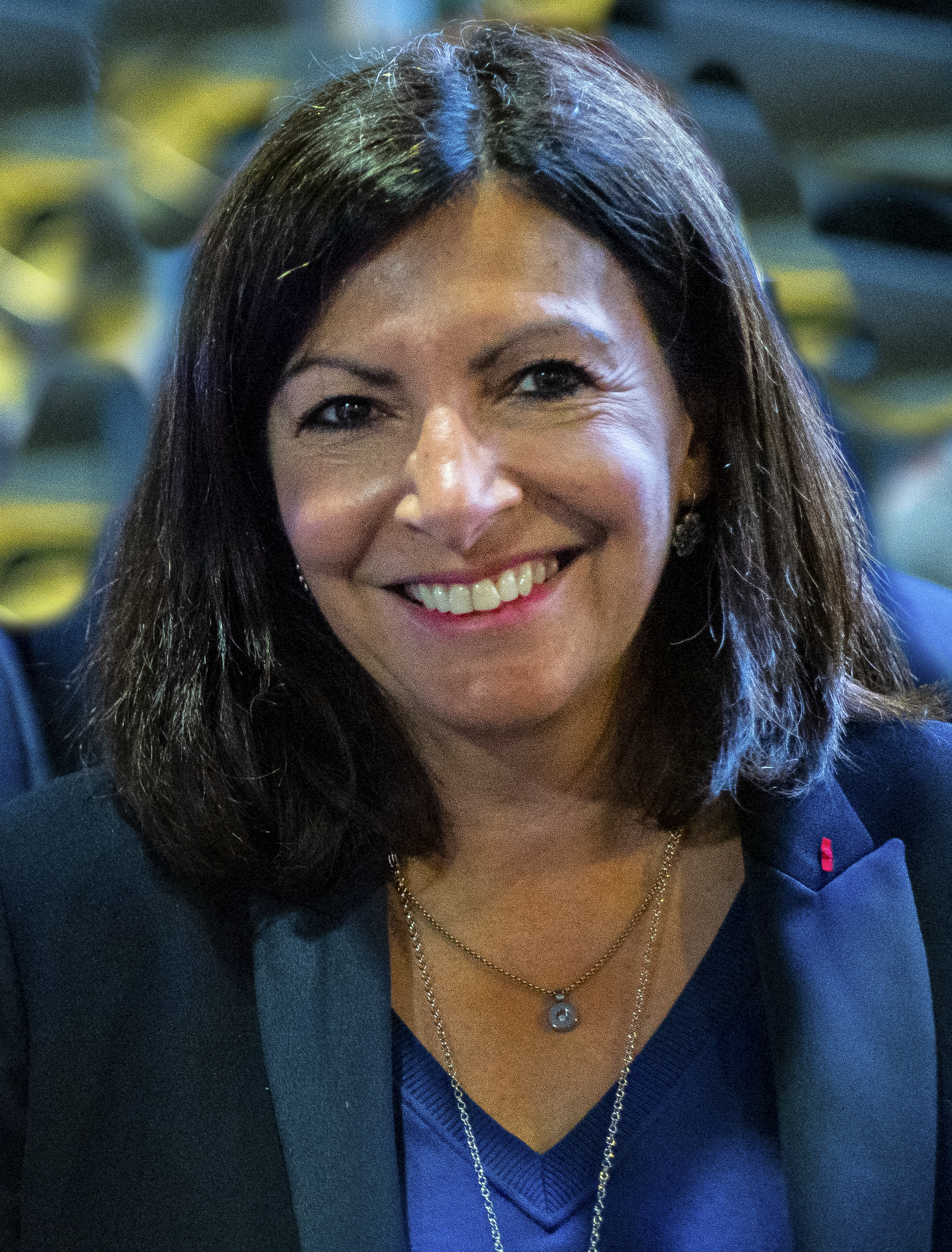
Anne Hidalgo

Poniżej znajduje się lista merów Paryża po 1977 r.:
- Jacques Chirac – 20 marca 1977 – 16 maja 1995
- Jean Tiberi – 22 maja 1995 – 24 marca 2001
- Bertrand Delanoë – od 25 marca 2001 – 5 kwietnia 2014
- Anne Hidalgo – od 5 kwietnia 2014

## Geografia
Współrzędne geograficzne Paryża to:

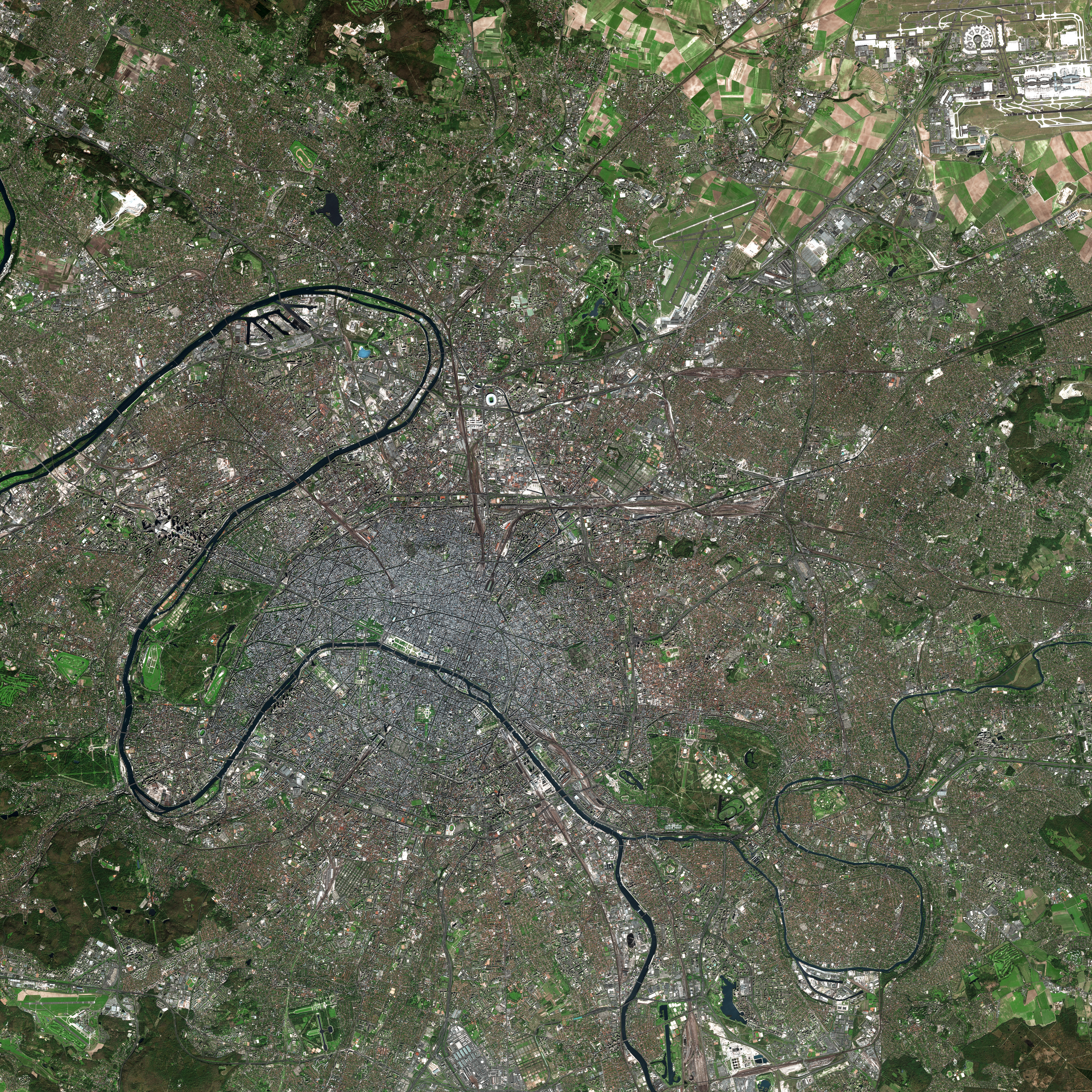
Obszar metropolitalny Paryża (fot. satelitarna 2003)

- 48 stopni i 50 min. szerokości geograficznej północnej,
- 2 stopnie i 20 min. długości geograficznej wschodniej.

Na północy kończy się wielka równina północno-europejska i zaczyna Basen Paryski. Otacza on dolinę Sekwany i zajmuje większą część Francji Północnej. Basen Paryski jest największym basenem osadowym Europy. Z punktu widzenia geografii skupia on większość krain położonych wokół Sekwany i środkowej Loary, będącej rzeką boczną od końca ery trzeciorzędowej. Grunty paryskie są wapniowe, marglowe, gliniaste i piaskowe. Powierzchnia miasta wynosi 10 540 ha.

### Klimat
Panuje tu klimat umiarkowany ciepły morski, na który duży wpływ ma Prąd Północnoatlantycki. Można go opisać jako łagodny i umiarkowanie wilgotny.
Lato jest zazwyczaj ciepłe i przyjemne ze średnimi najwyższymi temperaturami pomiędzy 15 a 25 °C z umiarkowanym nasłonecznieniem. Mimo wszystko każdego roku występują temperatury powyżej 30 °C. Jednak czasami zdarzają się długie okresy trudnych warunków pogodowych, jak fala upałów w 2003 roku, kiedy to temperatury wynosiły powyżej 30 °C, a przez kilka dni temperatura przekraczała 35 °C. Jeżeli chodzi o ostatnie czasy, to średnia temperatura w lipcu wynosiła 20 °C, najniższa średnia 16 °C, a najwyższa 27 °C.
Wiosną i jesienią występują zazwyczaj łagodne dni i noce, choć warunki często się zmieniają. W obu porach roku często jest nieoczekiwanie zimno i chłodno.
W zimie nasłonecznienie jest małe; dni są chłodne, ale temperatura wynosi ok. 7 °C. Kilka dni w roku temperatura spada poniżej 0 °C. Rzadko pada tu śnieg, choć czasami występują opady śniegu bez akumulacji. W ostatnim czasie, a zwłaszcza w 2009 i 2010 roku, fala chłodu spowodowała obfite opady śniegu (15 cm w 2010 roku), a temperatura gwałtownie spadła pomiędzy –10 °C a –20 °C na przedmieściach miasta.
Deszcz pada przez cały rok i, choć Paryż nie jest deszczowym miastem, to jest on znany z nagłych, obfitych deszczów. Średnia roczna suma opadów wynosi ok. 652 mm przy niewielkich opadach rozmieszczonych równomiernie przez cały rok. Najwyższa zanotowana temperatura wyniosła 44 °C w dniu 11 sierpnia 2003 roku, a najniższa –23,9 °C w dniu 10 grudnia 1879 r.
| Miesiąc | Sty  | Lut  | Mar  | Kwi  | Maj  | Cze  | Lip  | Sie  | Wrz  | Paź  | Lis  | Gru  | Roczna |
| --- | ---- | ---- | ---- | ---- | ---- | ---- | ---- | ---- | ---- | ---- | ---- | ---- | ------ |
| Średnie temperatury w dzień [°C]                                                                                          | 7,6  | 8,8  | 12,8 | 16,6 | 20,2 | 23,4 | 25,7 | 25,6 | 21,5 | 16,5 | 11,1 | 8,0  | 16,5   |
| Średnie dobowe temperatury [°C]                                                                                           | 5,4  | 6,0  | 9,2  | 12,2 | 15,6 | 18,8 | 20,9 | 20,8 | 17,2 | 13,2 | 8,7  | 5,9  | 12,8   |
| Średnie temperatury w nocy [°C]                                                                                           | 3,2  | 3,3  | 5,6  | 7,9  | 11,1 | 14,2 | 16,2 | 16,0 | 13,0 | 9,9  | 6,2  | 3,8  | 9,2    |
| Opady [mm] | 47,6 | 41,8 | 45,2 | 45,8 | 69,0 | 51,3 | 59,4 | 58,0 | 44,7 | 55,2 | 54,3 | 62,0 | 634    |
| Średnia liczba dni deszczowych                                                                                            | 9,9  | 9,1  | 9,5  | 8,6  | 9,2  | 8,3  | 7,4  | 8,1  | 7,5  | 9,5  | 10,4 | 11,4 | 109    |
| Średnie usłonecznienie [h]                                                                                                | 59   | 84   | 135  | 177  | 201  | 204  | 222  | 215  | 175  | 119  | 70   | 57   | 1717   |
| Źródło: Météo-France (liczba dni z opadami dla wartości 1 mm, 1991–2020, wysokość 75 m n.p.m., Park Montsouris w centrum) |      |      |      |      |      |      |      |      |      |      |      |      |        |

## Podział administracyjny

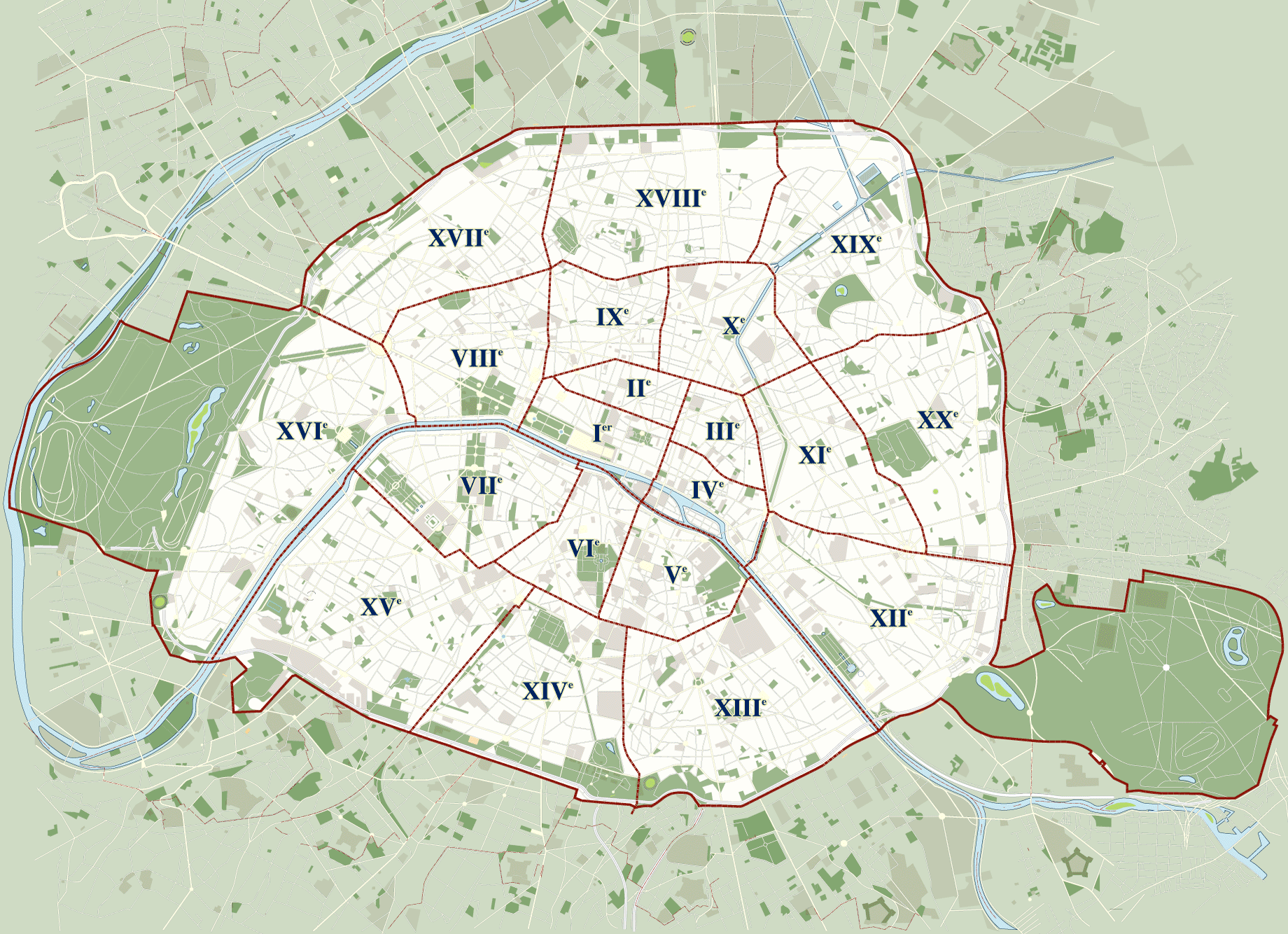
Mapa dzielnic Paryża

1 stycznia 1860 roku Paryż podzielony został na 20 dzielnic (fr. arrondissement). Dzielnice są ponumerowane, a ich numeracja biegnie spiralnie od środka, zgodnie z ruchem wskazówek zegara (tworząc kształt muszli ślimaka). Najważniejsze pod względem turystycznym dzielnice mają numery 1-8. Leżące zewnętrznie Lasek Buloński i lasek Vincennes należą odpowiednio do 16. i 12. dzielnicy. Każda z dzielnic ma wybieraną radę (conseil d’arrondissement), która z kolei wybiera swojego przewodniczącego (mera). Delegacja członków każdej z dzielnic tworzy Radę Paryża (conseil de Paris), która wybiera mera Paryża (stanowisko utworzone w 1977 r.).

## Demografia
Według danych z 2020 roku, w granicach administracyjnych gminy Paryż na obszarze 105,4 km² zamieszkiwało 2 187 271 osób, w Grand Paris obejmujące ścisłe centrum metropolii mieszkało 7 086 619 osób na obszarze 814,2 km² przy gęstości zaludnienia 8704 os./km², w paryskiej jednostce miejskiej Unité urbaine de Paris mieszkało 10 856 407 na obszarze 2846 km² przy gęstości zaludnienia 3815 os./km², natomiast na obszarze regionu paryskiego Île-de-France mieszka 12 271 794 osób na obszarze 12 012 km² przy gęstości zaludnienia 1022 os./km². Po opuszczeniu Unii Europejskiej przez Wielką Brytanię (Brexit), Paryż stał się największą metropolią w Unii Europejskiej.
Zespół miejski Paryża

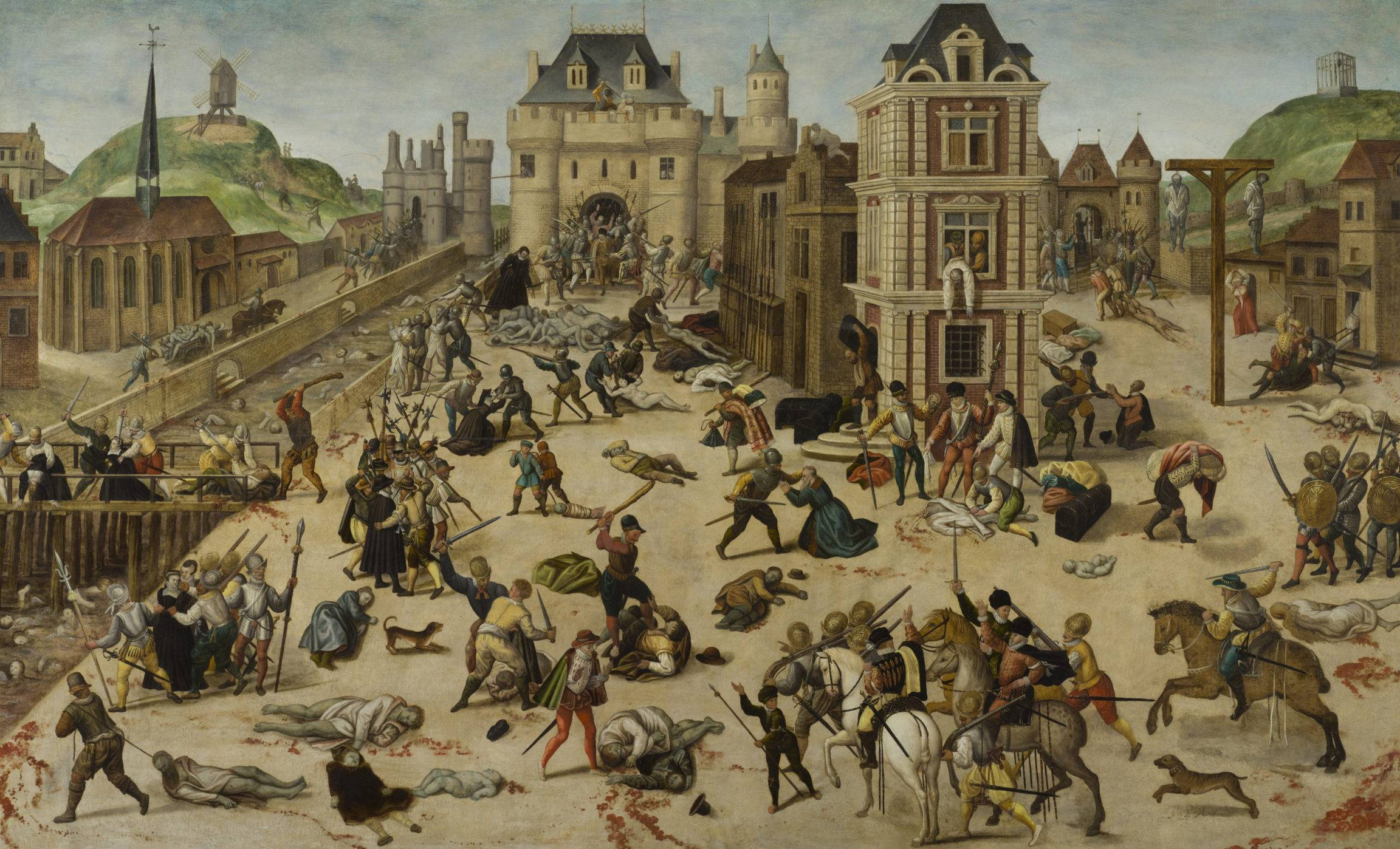
Noc św. Bartłomieja – rzeź hugenotów w sierpniu 1572

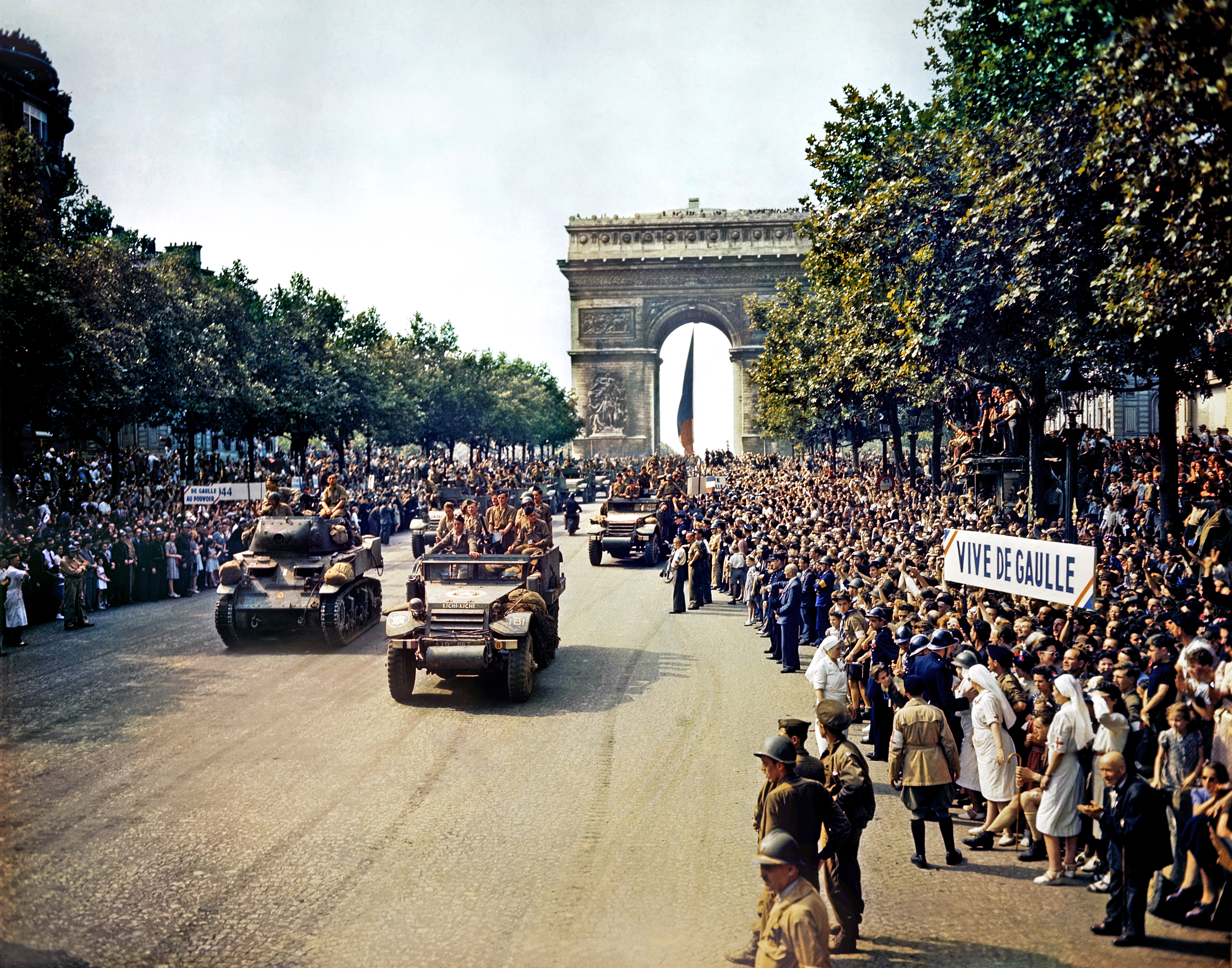
Wojska gen. Leclerca w Paryżu – defilada na Alei Pól Elizejskich 26 sierpnia 1944 r.

Uwaga: zasięg obszaru metropolitalnego Paryża, wyznaczany przez francuski urząd statystyczny INSEE, zmienia się z roku na rok; dane historyczne są szacunkowe i oparte są na podstawie danych z różnych źródeł
| Rok       | Liczba mieszkańców | Komentarz                                                          |
| --------- | ------------------ | ------------------------------------------------------------------ |
| 59 p.n.e. | 25 000             |                                                                    |
| 150 n.e.  | 80 000             | najwięcej w okresie Cesarstwa rzymskiego                           |
| 510       | 30 000             | straty po najazdach w III i IV w.                                  |
| 1000      | 20 000             | najniższy stan po najazdach wikingów                               |
| 1200      | 110 000            | rozwój w późnym Średniowieczu                                      |
| 1328      | 250 000            | rozkwit w XIII i XIV w., złoty wiek za króla Ludwika IX Świętego   |
| 1500      | 200 000            | straty po epidemii dżumy i wojnie stuletniej                       |
| 1550      | 275 000            | rozwój w okresie Renesansu                                         |
| 1594      | 210 000            | straty po wojnach religijnych i domowych                           |
| 1634      | 420 000            | bardzo szybki rozwój za Henryka IV                                 |
| 1700      | 515 000            |                                                                    |
| 1750      | 565 000            |                                                                    |
| 1789      | 630 000            | szczyt rozwoju w XVIII w.                                          |
| 1801      | 548 000            | straty w czasie rewolucji francuskiej                              |
| 1835      | 1 000 000          |                                                                    |
| 1860      | 2 000 000          | najszybszy w historii rozwój za cesarza Napoleona III i Haussmanna |
| 1885      | 3 000 000          |                                                                    |
| 1905      | 4 000 000          |                                                                    |
| 1911      | 4 500 000          |                                                                    |
| 1921      | 4 850 000          | stagnacja na skutek strat po I wojnie światowej                    |
| 1931      | 5 600 000          |                                                                    |
| 1936      | 6 000 000          |                                                                    |
| 1946      | 5 850 000          | straty po II wojnie światowej                                      |
| 1950      | 6 460 000          |                                                                    |
| 1960      | 7 600 000          |                                                                    |
| 1970      | 8 750 000          | koniec powojennego boomu urodzeń, koniec dodatniego salda migracji |
| 1982      | 9 500 000          | saldo migracyjne ujemne, wzrost liczby ludności trochę wolniejszy  |
| 1990      | 10 291 851         |                                                                    |
| 1999      | 11 174 743         |                                                                    |
| 2017      | 12 628 266         |                                                                    |

Ludność Paryża w latach 1801–2020 wyrażona w tys. osób

## Atrakcje turystyczne Paryża

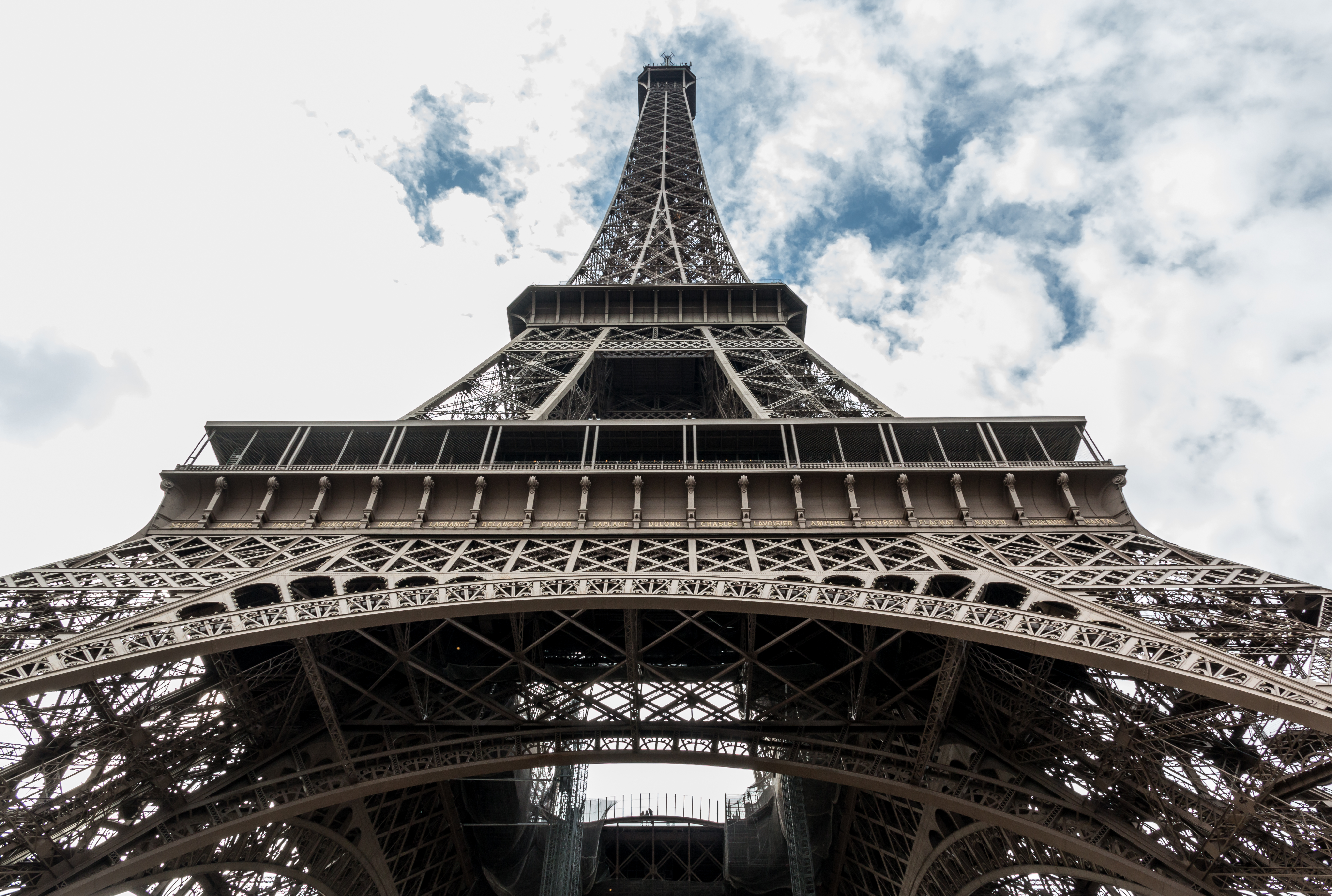
Wieża Eiffla (La Tour Eiffel) widok od dołu (2014)

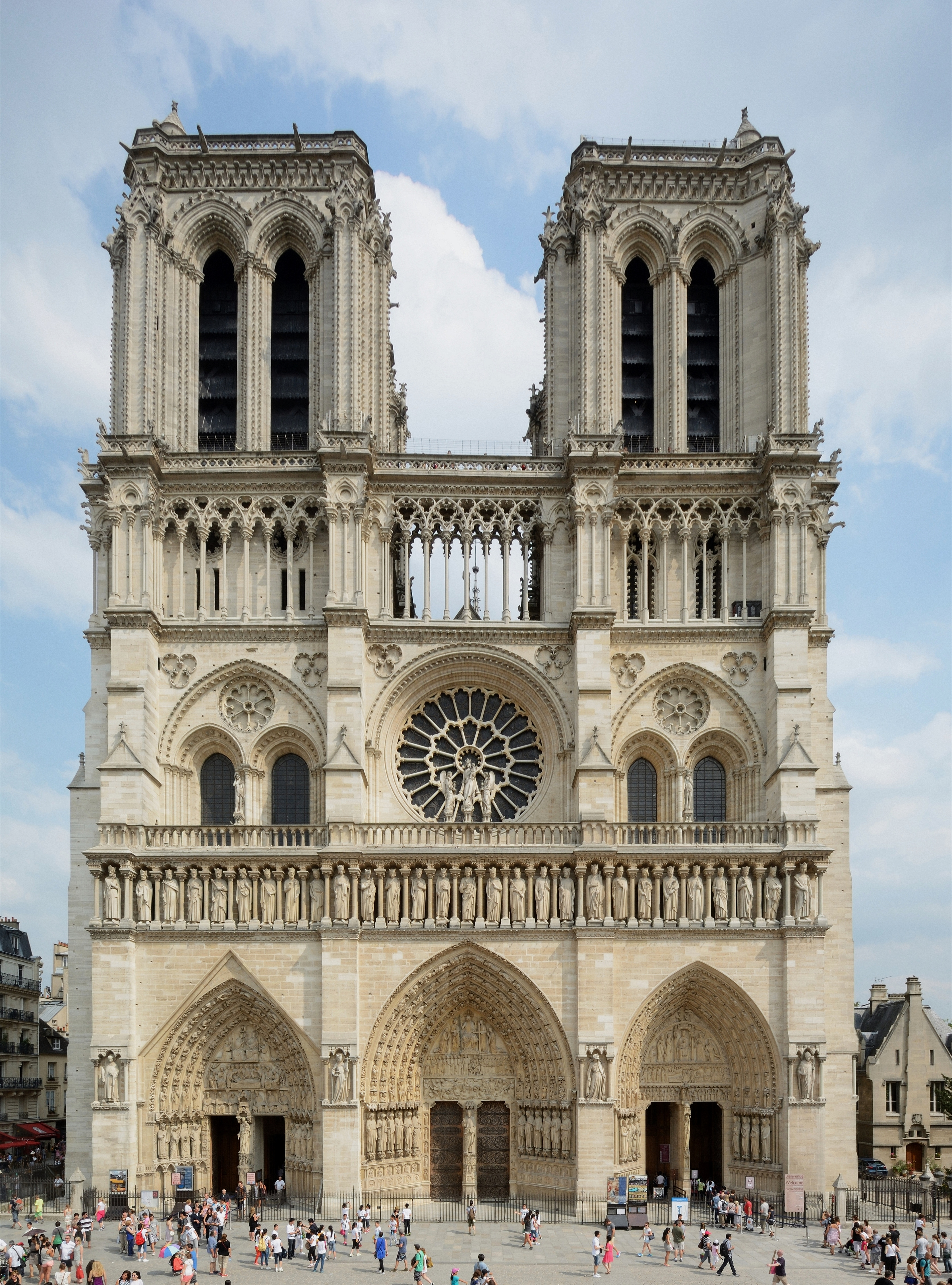
Katedra Notre-Dame (Cathédrale Notre-Dame) w 2013 roku

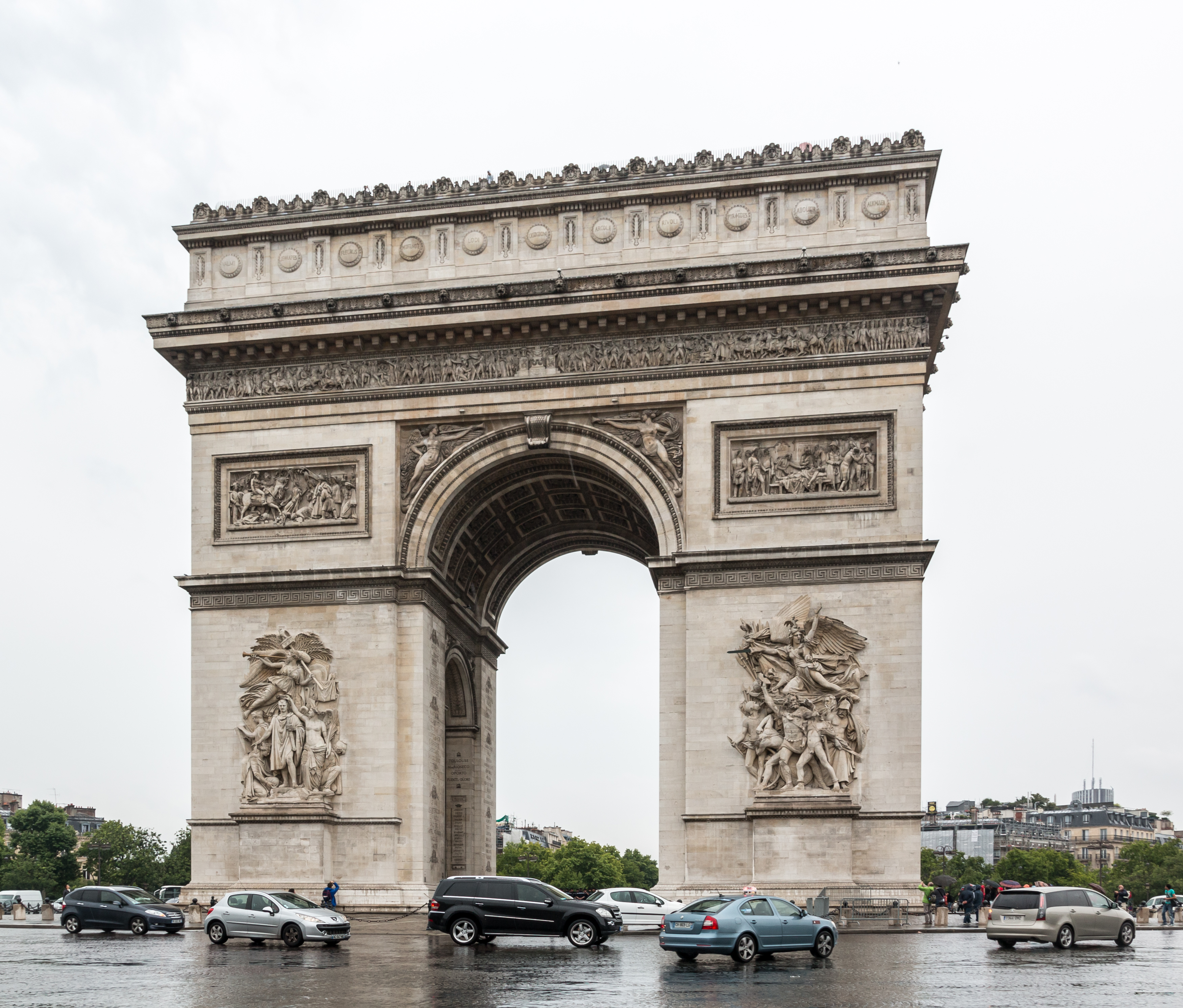
Łuk triumfalny (Arc De Triomphe) na placu Charles’a de Gaulle’a w 2014 roku

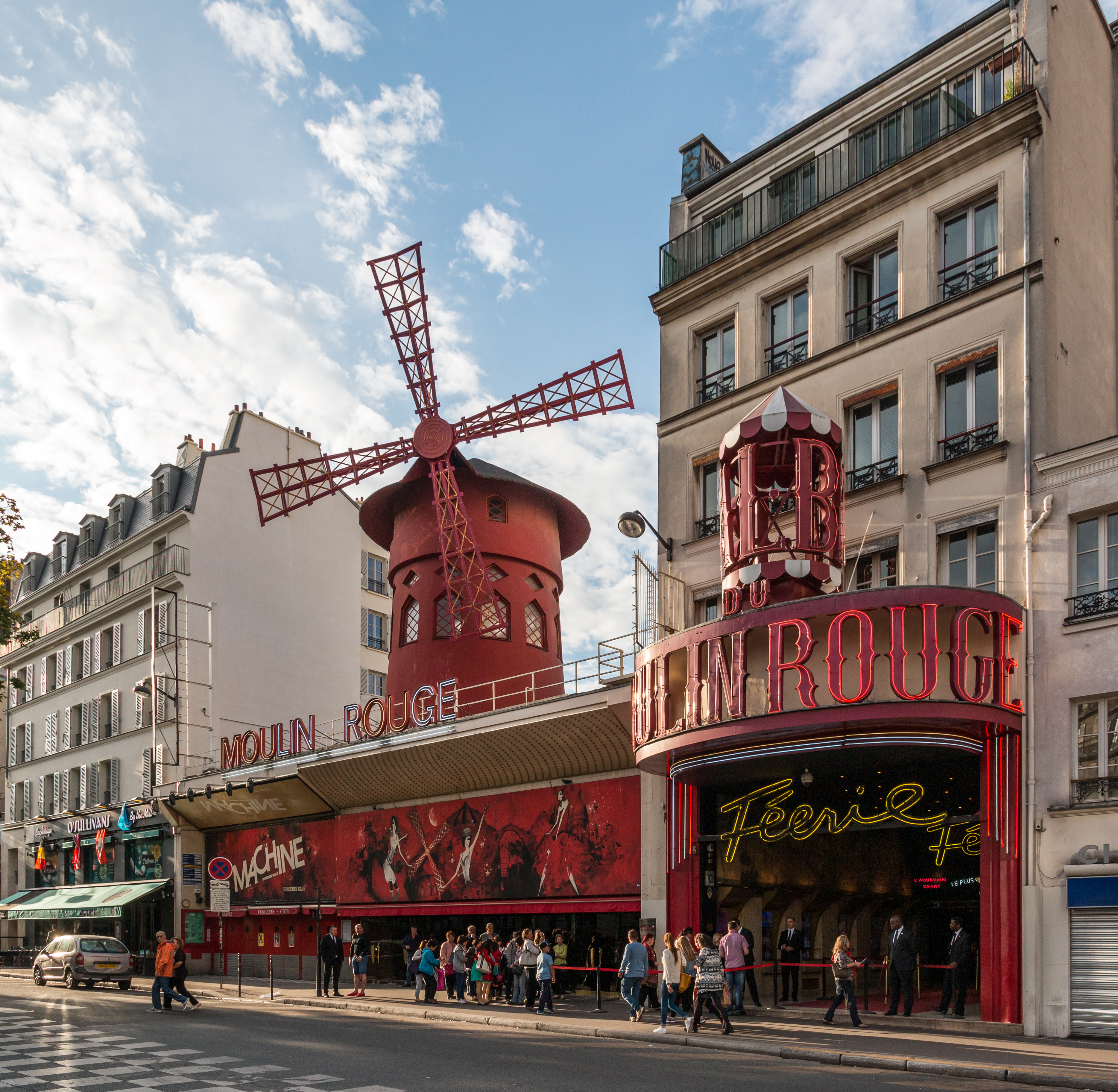
Moulin Rouge (Czerwony młyn) w 2014 roku

W Paryżu znajduje się wiele zabytków z różnych epok, dzieł sztuki, budowli architektonicznych, muzeów, uczelni oraz instytucji o znaczeniu międzynarodowym. Paryż to również światowe centrum mody i sztuki. Znacznym udogodnieniem dla turystów jest wprowadzenie Paris Museum Pass – imiennej karty umożliwiającej wstęp do muzeów, pałaców i innych atrakcji znajdujących się w Paryżu i jego okolicach bez konieczności kupowania biletów.

### Zabytki budowlane
| Top | Zabytek | data powstania                | dzielnica |
| --- | --- | ----------------------------- | --------- |
| 1   | Wieża Eiffla (La Tour Eiffel) – Żelazna wieża o wysokości 330 metrów. Budowla ma 3 tarasy widokowe. Potocznie zwana „Żelazną damą”. Uznawana za symbol Paryża a czasem i całej Francji. Została wybudowana na Wystawę Światową                                                                                                  | 1889                          | 7         |
| 2   | Muzeum w Luwrze (Le Musée du Louvre) – Jedno z najbardziej znanych i największych muzeów na świecie. W zbiorach placówki znajdują się między innymi najsłynniejszy obraz na świecie Mona Lisa oraz rzeźby Wenus z Millo i Nike z Samotraki. Zbiory liczą wiele dzieł sztuki z różnych epok.                                     | 1793 (data utworzenia muzeum) | 1         |
| 3   | Katedra Notre-Dame (La Cathédrale Notre-Dame) – Jedna z najbardziej rozpoznawalnych Katedr na świecie. Budowla wzniesiona w stylu gotyckim (częściowo również neogotyckim). Wznosi się na wyspie Île de la Cité. Dosłownie „Notre-Dame” oznacza „Nasza Pani”, czyli „Najświętsza Maryja Panna”                                  | 1163–1345                     | 4         |
| 4   | Łuk Triumfalny w Paryżu (L’Arc de Triomphe) – Monumentalny klasycystyczny pomnik wybudowany na wzór rzymskich łuków triumfalnych. Paryski łuk upamiętnia walczących i poległych za Francję w czasie Rewolucji Francuskiej i wojen napoleońskich                                                                                 | 1836                          | 8         |
| 5   | Bazylika Sacré-Cœur (Bazylika Najświętszego Serca) – Budowla sakralna w stylu eklektycznym inspirowana architekturą bizantyjską i romańską. Bazylika została wzniesiona na wzgórzu Montmartre. | 1914                          | 18        |
| 6   | Panteon – dawny kościół, wybudowany w stylu klasycystycznym, nawiązujący swą budową do antycznego rzymskiego Panteonu, obecnie jest mauzoleum sławnych Francuzów | 1790                          | 5         |
| 7   | budynki Sorbony – budynki jednego z najstarszych i najbardziej znanych uniwersytetów w Europie | ok. 1650                      | 5         |
| 8   | Les Invalides – muzeum i mauzoleum francuskich żołnierzy, także miejsce pochówku Napoleona | 1706                          | 7         |
| 9   | Conciergerie – dawna twierdza i więzienie, w czasach Rewolucji Francuskiej przetrzymywano tu między innymi królową Marię Antoninę | XIV wiek                      | 1         |
| 10  | Sainte-Chapelle – XIII-wieczna dwukondygnacyjna gotycka kaplica pałacowa, wzniesiona z inicjatywy króla Ludwika IX | XIII wiek                     | 1         |
| 11  | Opéra Garnier – okazały eklektyczny gmach opery w Paryżu, mogący pomieścić ponad 2000 osób | 1875                          | 9         |
| 12  | Hôtel Lambert – luksusowy pałac miejski, który w XIX w. stał się centrum Polonii paryskiej, skupionej wokół księcia Adama Jerzego Czartoryskiego | ok. 1640                      | 4         |
| 13  | Kościół de la Madeleine – klasycystyczny kościół, wybudowany na wzór antycznych świątyń rzymskich | 1842                          | 8         |
| 14  | Grand Palais – duża, przeszklona hala wystawowa zbudowana na Wystawę Światową | 1900                          | 8         |
| 15  | Moulin Rouge – najsłynniejszy paryski kabaret, a zarazem jeden z symboli Paryża | 1889                          | 18        |
| 16  | Kościół Saint-Germain-des-Prés – kościół w Paryżu, jest jedyną pozostałością po olbrzymim opactwie benedyktynów, zniszczonym w czasie Rewolucji Francuskiej | XI wiek                       | 6         |
| 17  | Wielki Meczet w Paryżu – świątynia muzułmańska, wzniesiona w stylu iberyjsko-mauretańskim, stanowiąca centrum społeczności muzułmańskiej w Paryżu | 1926                          | 5         |
| 18  | Kościół Saint-Sulpice – okazały klasycystyczny kościół, drugi po Notre-Dame co do wielkości w Paryżu | 1732                          | 6         |
| 19  | Willa La Roche-Jeanneret – modernistyczny dom bliźniaczy Le Corbusiera, aktualnie muzeum. Przykład skrajnego funkcjonalizmu z nurtu purystycznego. Dom unosi się w powietrzu na żelazobetonowych słupach (fr. pilotis) nad zazielenionym ogrodem. Dom jest wyposażony także w ogród na dachu. Jest na liście UNESCO od 2016.    | 1925                          | 16        |
| 20  | Szklany Dom (Maison de Verre) – modernistyczny dom z dwupoziomowym salonem i tarasem na ostatnim piętrze z widokiem na ogród, architekta Pierre Chareau dla lekarza ginekologa. Dom odwiedzali Jean Cocteau, Le Corbusier i Pablo Picasso. Jest w rejestrze zabytków od 1982. Dom prywatny, możliwe jest zwiedzanie z zewnątrz. | 1931                          | 7         |
| 21  | Kamienica Molitor (Immeuble Molitor) – modernistyczna kamienica z własnym mieszkaniem (240 m²), pracownią i ogrodem na dachu architekta Le Corbusiera i jego żony. Pierwszy apartamentowiec na świecie, który został całkowicie przeszklony. Aktualnie muzeum tylko na ostatnim piętrze. Jest na liście UNESCO od 2016.         | 1934                          | 16        |
| 22  | Ratusz w Paryżu – neorenesansowa budowla | 1882                          | 4         |
| 23  | Palais-Royal – dawny pałac królewski, wcześniej także rezydencja kardynała Richelieu | ok. 1639                      | 1         |
| 24  | Pałac Elizejski – klasycystyczny pałac, będący siedzibą prezydenta Francji | ok. 1722                      | 8         |

### Muzea w Paryżu

Luwr (Le Musée du Louvre) – Najsłynniejsze muzeum w Paryżu

Główny budynek Centre Georges Pompidou (2022)

- Luwr (Le Musée du Louvre) – jedno z największych i najpopularniejszych muzeów sztuki na świecie, w jego zbiorach znajdują się m.in. Mona Lisa oraz Wenus z Milo
- Musée d’Orsay – muzeum sztuki w budynku dawnego dworca kolejowego, zbiory malarstwa impresjonistycznego
- Musée des arts et métiers - poświęcony nauce i technologii
- Muzeum Sztuki Nowoczesnej – muzeum sztuki współczesnej oraz centrum kultury, znane ze względu na swoją architekturę z rurami na zewnątrz budynku,
- Muzeum Auguste’a Rodina – kolekcja rzeźb tego znanego francuskiego rzeźbiarza
- Musée Cluny – muzeum sztuki średniowiecznej
- Musée du quai Branly – muzeum etnologiczne poświęcone cywilizacjom Afryki, Azji, Oceanii i obu Ameryk, posiada zbiory 267 tys. eksponatów, z czego na stałej ekspozycji wystawiono 3500 eksponatów
- Muzeum Montparnasse – zbiory komuny artystycznej ze wzgórza Montparnasse
- Musée Gustave Moreau – muzeum poświęcone twórczości Gustave’a Moreau – znanego malarza symbolisty
- Espace Dali – galeria poświęcona twórczości Salvadora Dalego
- Musée de l’Orangerie – galeria malarstwa impresjonistycznego i postimpresjonistycznego
- Musée Carnavalet – muzeum poświęcone historii miasta Paryża

### Znane ulice, mosty i dzielnice

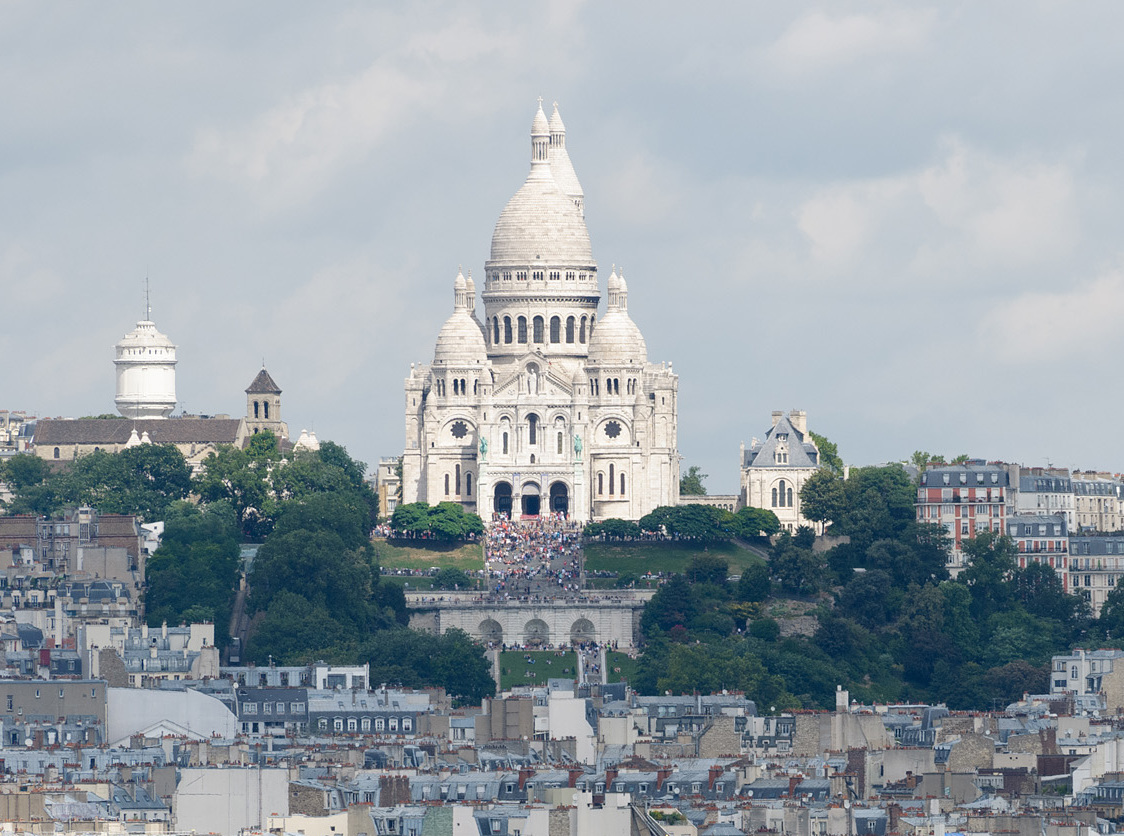
Widok na dzielnicę Montmartre z sylwetką Bazyliki Najświętszego Serca Jezusowego (2021)

- Aleja Pól Elizejskich – najbardziej znana ulica Paryża, odbywają się tu uroczyste parady, manifestacje oraz ceremonie;
- Montmartre – pod koniec XIX w. dzielnica była centrum bohemy artystycznej, tworzyli tu między innymi Pablo Picasso, Salvadore Dali, Vincent van Gogh;
- Dzielnica Łacińska – dzielnica uniwersytecka, między innymi mieszczą się tu Uniwersytet Paryski oraz Collège de France;
- Rue de Rivoli – ulica handlowa z luksusowymi sklepami;
- Place de la Concorde – plac z połowy XVIII w., na którym w czasach Rewolucji Francuskiej dokonywano egzekucji, a w XIX w. ustawiono egipski obelisk z Luksoru;
- Place de la Bastille – miejsce, gdzie stała Bastylia, a obecnie Opéra Bastille;
- Montparnasse – dzielnica, która w czasie międzywojennym była centrum bohemy artystycznej, między innymi mieszkali tu Marc Chagall, Amedeo Modigliani, Ernest Hemingway czy Francis Scott Fitzgerald;
- Les Halles – dzielnica Paryża, dawniej mieścił się tu największy targ Paryża, teraz znajduje się tu centrum handlowo rozrywkowe Forum des Halles;
- Le Marais – obecnie luksusowa dzielnica mieszkalna i faktyczne centrum współczesnej sztuki;
- La Défense – dzielnica biznesowo-handlowo-mieszkalna pod Paryżem, skupisko szklanych wieżowców;
- Saint-Germain-des-Prés – dzielnica Paryża, w latach 50. XX wieku główny ośrodek życia intelektualnego miasta, obecnie ekskluzywna dzielnica ze znanymi paryskimi kawiarniami;
- Place Vendôme – plac z początku XVIII w., w jego centralnym punkcie umieszczono kolumnę z pomnikiem Napoleona Bonaparte;
- Place des Vosges (pol. Plac Wogezów) – plac z początku XVII w., otoczony z każdej strony budynkami o identycznych fasadach, uznawany za najpiękniejszy w Paryżu;
- Most Aleksandra III – najokazalszy most Paryża, wybudowany z okazji Wystawy Światowej z 1900 r., nazwany na cześć cara Aleksandra III;
- Bulwar Saint-Germain – jedna z głównych paryskich ulic, znajdują się przy niej okazałe rezydencje i sklepy oraz restauracje.

### Cmentarze

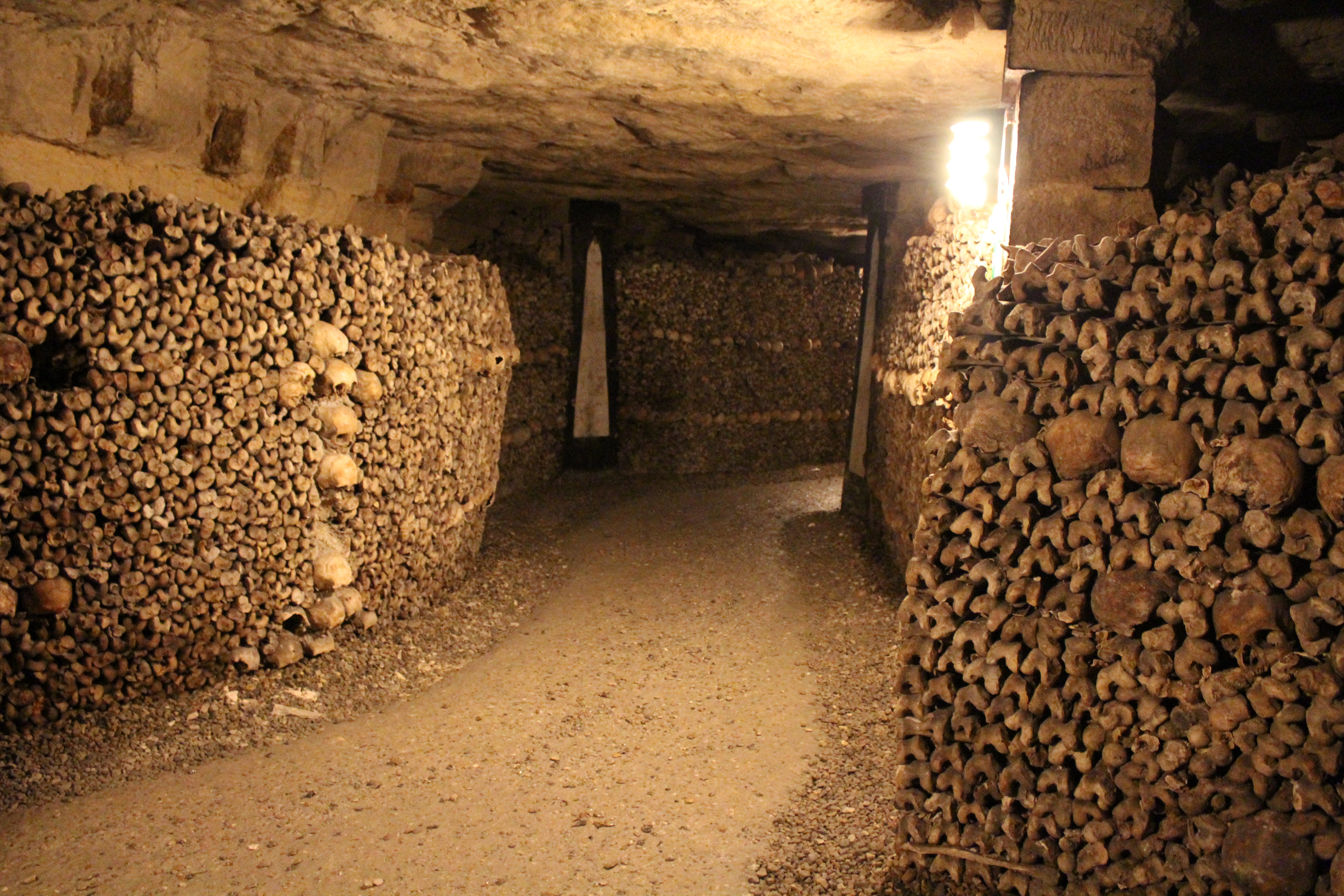
Katakumby Paryskie

- Père Lachaise
- Montmartre
- Montparnasse
- Passy
- Katakumby Paryża

### Parki i ogrody

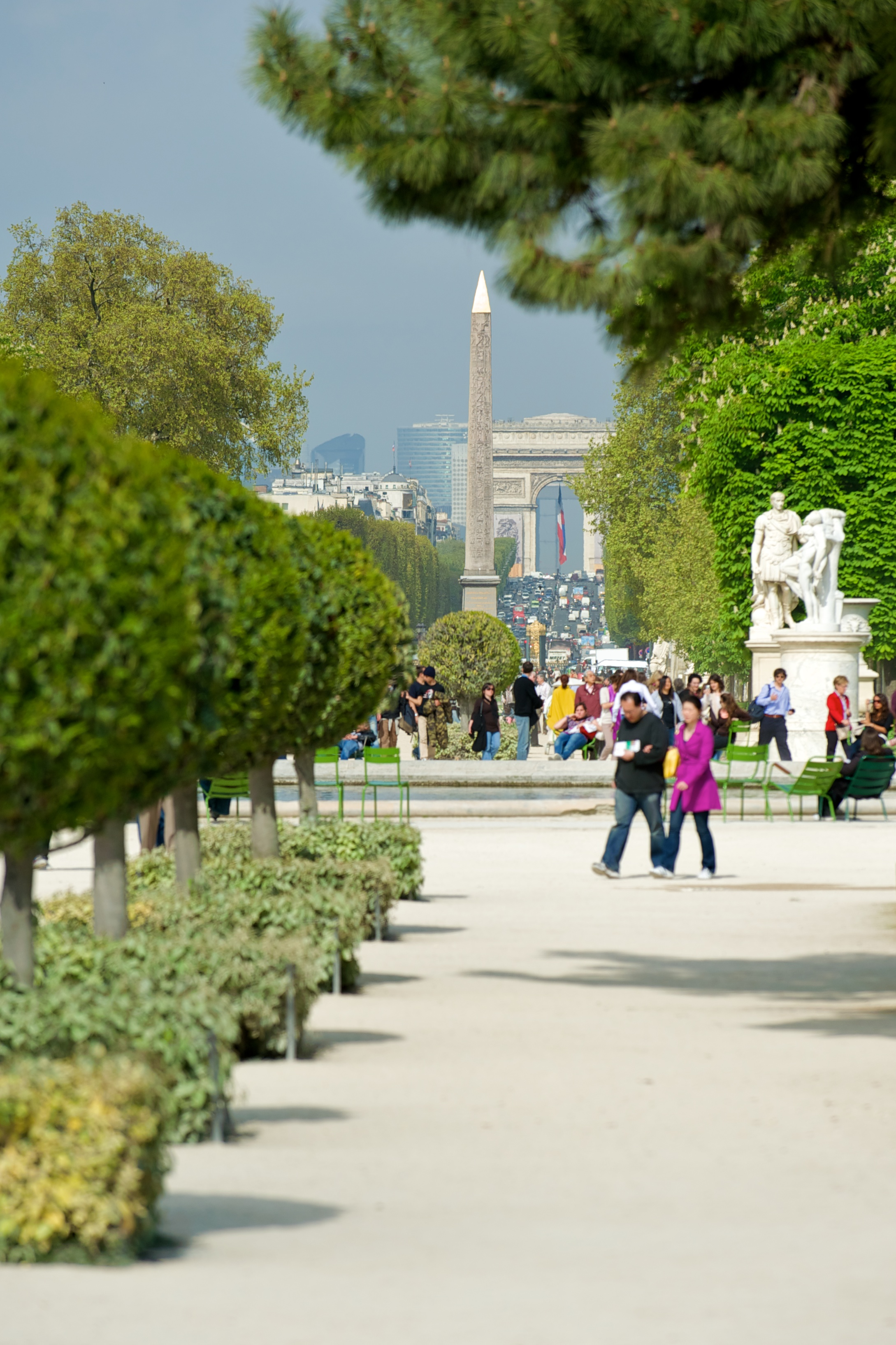
Ogrody Tuileries z widokiem na Łuk Triumfalny

- Ogród Luksemburski (Jardin du Luxembourg) – najpopularniejszy park stolicy, z ośmiobocznym basenem, licznymi rzeźbami, kortami tenisowymi i atrakcjami dla dzieci;
- Ogrody Tuileries (Jardin des Tuileries) – jeden z najstarszych paryskich ogrodów, rozciągający się od Luwru aż po Champs-Élysées, z fontanną oraz licznymi rzeźbami;
- Pole Marsowe (Champ-de-Mars) – park z ogrodem w stylu francuskim, u stóp Wieży Eiffla, dawniej wykorzystywany jako pole ćwiczeń wojskowych i miejsce wystaw światowych;
- Lasek Buloński (Bois de Boulogne) – ponad 800-hektarowy pas zieleni na zachodnim obrzeżu Paryża, z alejkami do jazdy na rowerze i konno, z małymi jeziorkami i hipodromem;
- Lasek Vincennes (Jardin de Vincennes) – największy obszar zieleni Paryża, na prawie 1000 hektarach znajdują się: kilka jeziorek, ogród roślin tropikalnych, zoo oraz tor wyścigów konnych;
- Park des Buttes-Chaumont – park o powierzchni 24,7 ha (piąty co do wielkości w Paryżu, po Lasku Vincennes, Lasku Bulońskinm, Parku de la Villette i Ogrodach Tuileries), położony w 19. dzielnicy, otwarty w 1867 roku; projektant Jean-Charles Alphand. Park znany ze świątyni Sybilli, inspirowanej Świątynią Westy z Tivoli, wznoszącej się na szczycie 50-metrowego urwiska nad taflą sztucznego jeziora[17];
- Menażeria Jardin des Plantes (Ménagerie du Jardin des Plantes) – jeden z najstarszych ogrodów zoologicznych na świecie, usytuowany w 5. dzielnicy.

### Inne

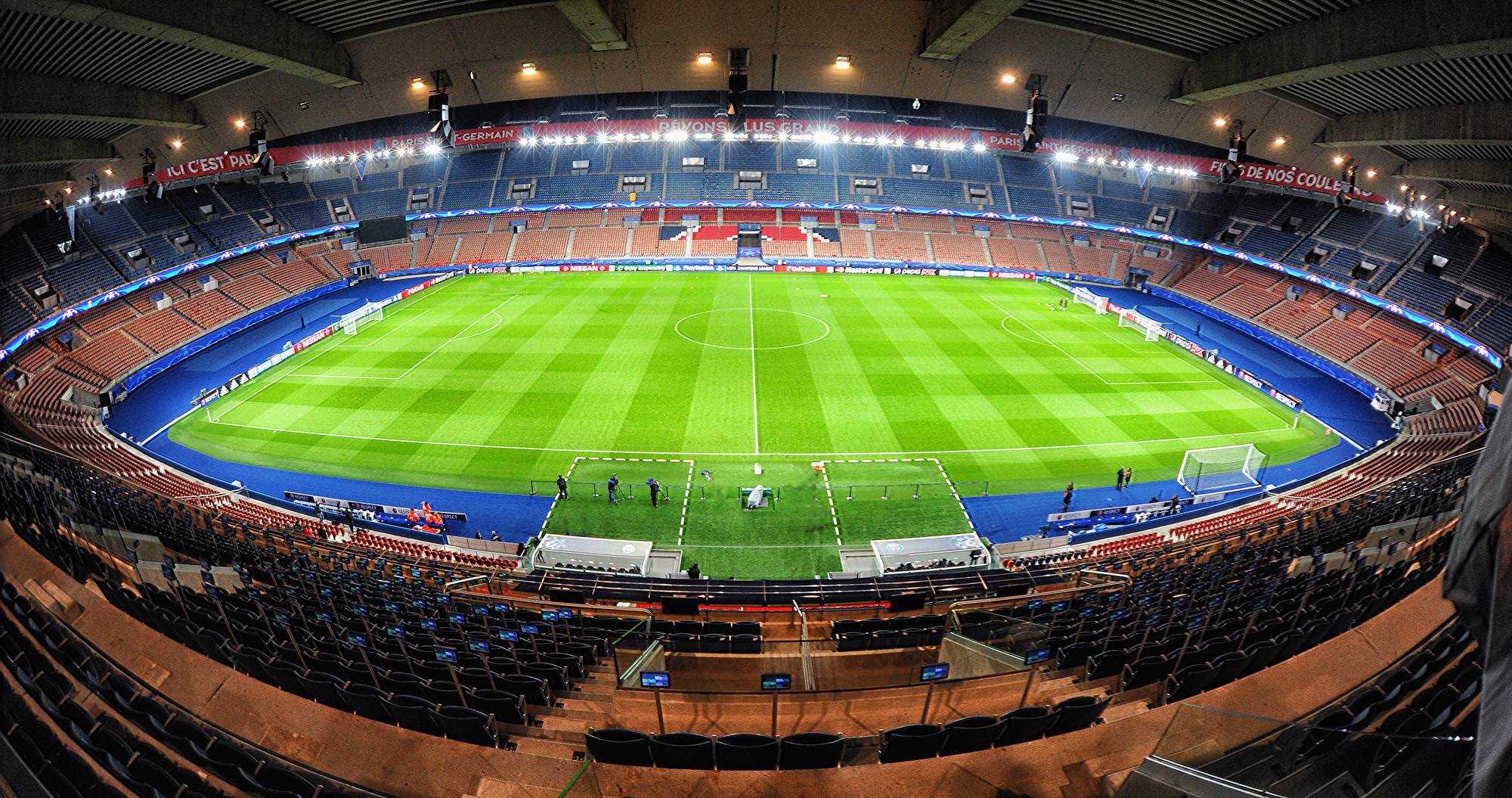
stadion Parc de Princes

- Parc des Princes – drugi co do wielkości stadion Paryża;
- Korty imienia Rolanda Garrosa – korty tenisowe, na których rozgrywany jest French Open;
- Galeries Lafayette – słynna galeria handlowa z przełomu XIX i XX wieku, symbol La Belle Époque;
- Café de Flore – kawiarnia, w której częstymi gośćmi byli filozofowie nurtu egzystencjalistycznego Jean-Paul Sartre oraz Simone de Beauvoir;
- Café Procope – najstarsza kawiarnia Paryża (1686), bywali tu Wolter, Fryderyk Chopin, George Sand oraz wielu innych sławnych mieszkańców Paryża;
- Printemps – słynna galeria handlowa z przełomu XIX i XX wieku;
- Fontanny Wallace’a – kilkadziesiąt fontann występujących na terenie całego miasta.
- Bassin de la Villette – sztuczny zbiornik wodny, na którym od 2017 znajduje się kąpielisko, jedyne w granicach Paryża wyznaczone zgodnie z dyrektywą kąpieliskową, o międzynarodowym kodzie FR10175056D075001. W latach 2017–2020 roczna ocena jakości wody była doskonała[18];
- Wieża Montparnasse – wieżowiec i należące do niego centrum handlowe powstałe w latach 1969–1972, w centrum dzielnicy Montparnasse, przy avenue du Maine 33 w Paryżu. Wieża ma 59 kondygnacji, w tym 54 pięter przeznaczonych na biura, z których każde ma niemal 2000 m². W sumie wynosi to 112 000 m². Taras tworzący 59. piętro jest dostępny dla zwiedzających. W latach 1972–2009 był to najwyższy budynek w Paryżu, a w latach 1972–1990 był najwyższym budynkiem w EWG.

### Obrzeża Paryża

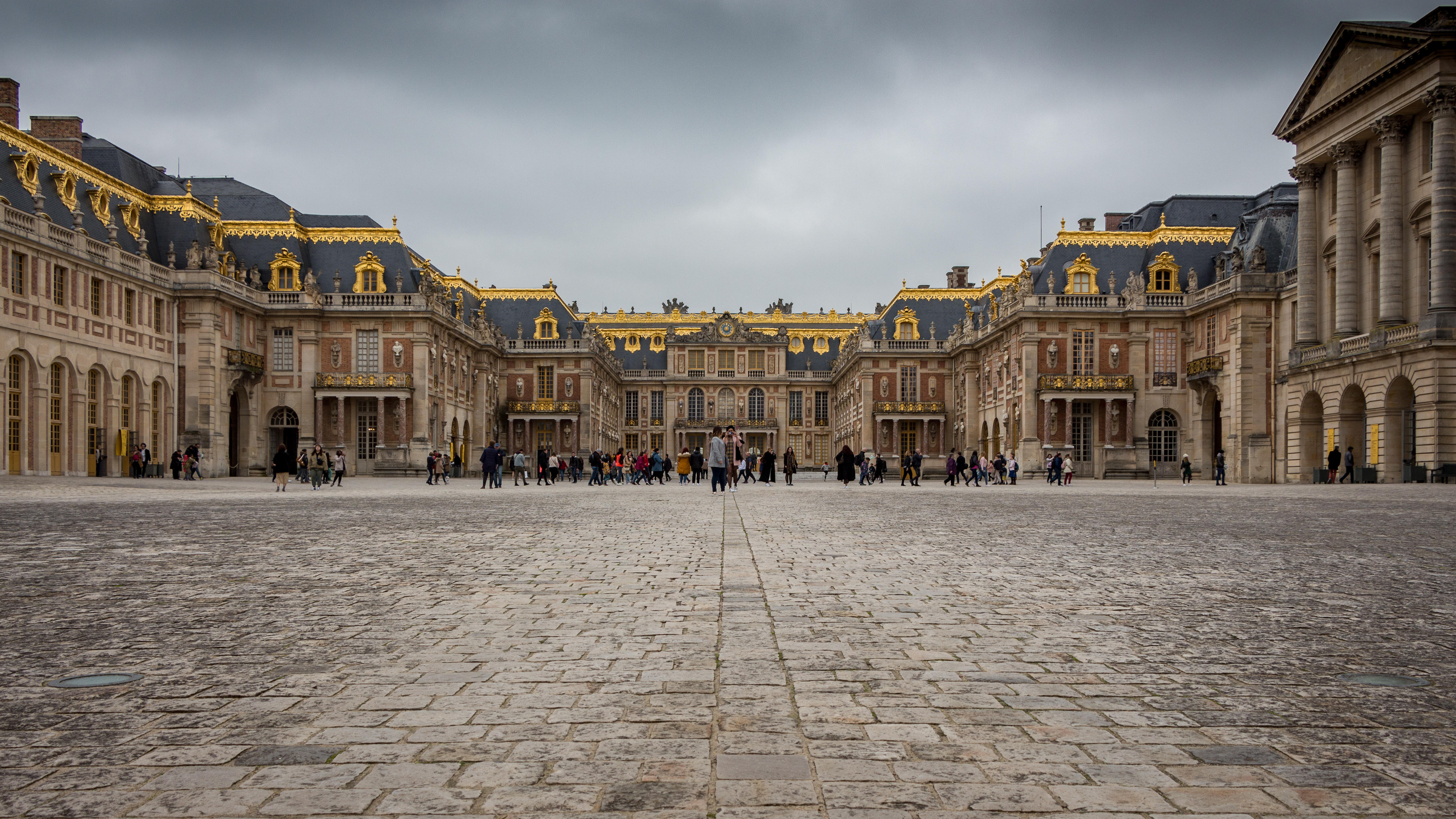
Pałac królewski w Wersalu (Versailles)

- Pałac wersalski – monumentalny pałac, będący dawniej siedzibą królów Francji;
- Disneyland Resort Paris – park tematyczny poświęcony postaciom i miejscom z filmów Walta Disneya;
- Stade de France – największy stadion we Francji, w gminie Saint-Denis na przedmieściach Paryża;
- Park Asteriksa – park tematyczny poświęcony bohaterom komiksów o Asteriksie;
- Bazylika Saint-Denis – bazylika pod Paryżem, będąca nekropolią królów Francji.

## Transport
Paryż jest największym węzłem komunikacyjnym we Francji i jednym z największych na świecie.

### Transport zbiorowy

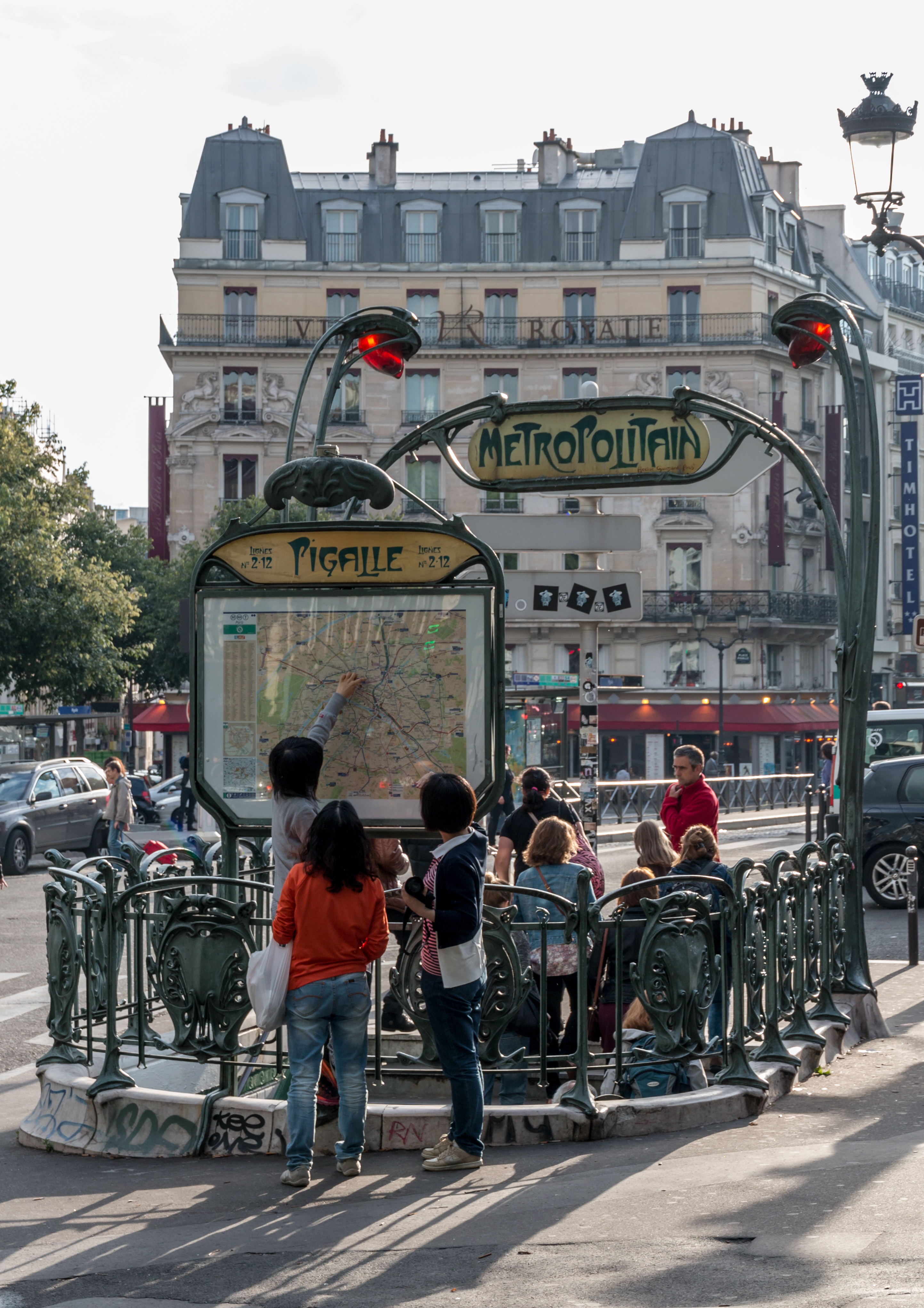
Charakterystyczne wejście do stacji Pigalle paryskiego metra zaprojektowane przez Hectora Guimarda (2014)

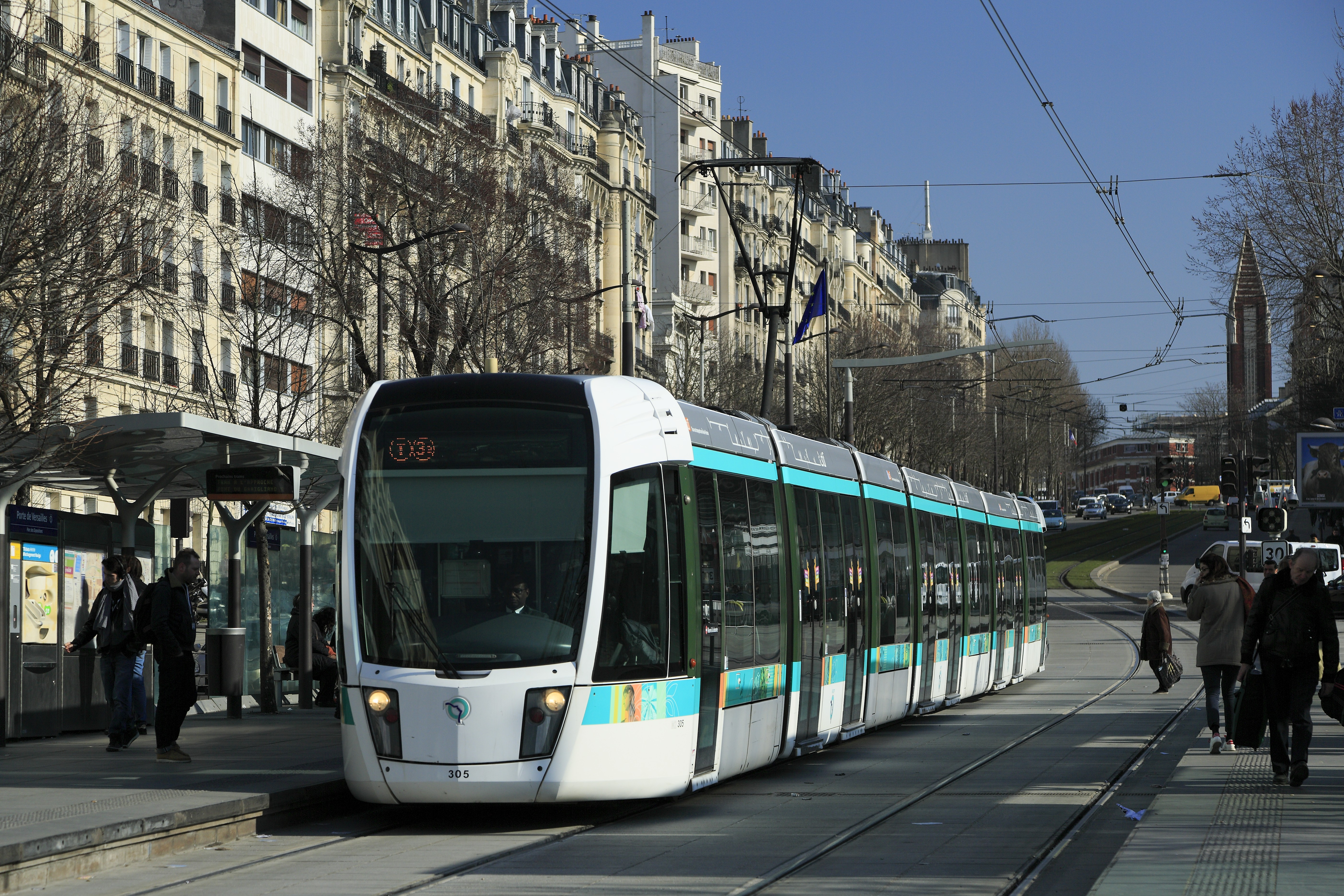
Tramwaj linii T3a w Porte de Versailles w Paryżu (2017)

Sieć transportu zbiorowego w aglomeracji paryskiej jest dobrze rozwinięta.
Jej podstawowym elementem jest jedna z najstarszych na świecie kolej podziemna (Métropolitain), działająca od 1900 r. Paryskie metro liczy 16 linii o łącznej długości 222,6 km i 380 stacji, rozmieszczonych równomiernie na obszarze wokół centrum (średnia odległość między stacjami wynosi zwykle poniżej 500 m).
Transport na dalsze odległości zapewnia kolej miejska – RER. Liczy ona obecnie 5 linii. Budowa i rozbudowa RER trwa od lat 70.
Ofertę RER uzupełnia kolejowy transport podmiejski sieci Transilien. Kilkanaście linii zapewnia połączenia odległych przedmieść z głównymi dworcami kolejowymi Paryża.
Rozwój sieci transportu jest obecnie spowolniony z powodu problemów związanych z finansowaniem, spowodowanych spowolnieniem gospodarki Francji, a także z powodu narosłego zadłużenia oraz zaostrzenia procedur. W tej sytuacji budowa nowych linii tramwajowych wydaje się idealnym rozwiązaniem dla rozwiązania problemu braku zadowalających połączeń pomiędzy przedmieściami. Tramwaje są tańsze w budowie niż metro, oferując jednocześnie zdolność przewozową i prędkość podróży przewyższającą autobusy. W chwili obecnej w eksploatacji pozostają cztery linie tramwajowe (T1 z Saint-Denis do Noisy-le-Sec, T2 z La Défense do Porte de Versailles, T3 z Porte d’Ivry do Pont du Garigliano i T4 z Bondy do Aulnay-sous-Bois), planuje się także budowę 5 kolejnych linii. 6 nowych odcinków przedłużających już istniejące jest planowanych bądź w budowie. Całość ma liczyć docelowo ok. 75 km.
Sieć transportu szynowego, zarówno w centrum miasta, jak i na przedmieściach, uzupełnia ponad 300 linii autobusowych obsługiwanych przez ok. 4000 pojazdów.
| Środek transportu                                    | Przewoźnik | Liczba pasażerów [mln] | Liczba linii | Długość linii [km] | Liczba stacji | Obsługiwany rejon                        |
| ---------------------------------------------------- | ---------- | ---------------------- | ------------ | ------------------ | ------------- | ---------------------------------------- |
| Metro                                                | RATP       | 1350                   | 16           | 212                | 381           | Paryż i bliskie przedmieścia             |
| RER                                                  | RATP       | 440                    | 2¹           | 115                | 65            | Paryż i przedmieścia                     |
| RER                                                  | SNCF       | 614                    | 6¹           | 1296               | 443           | Paryż i przedmieścia                     |
| Transilien (bez RER)                                 | SNCF       | 614                    | ok. 15       | 1296               | 443           | Przedmieścia                             |
| Tramwaj                                              | RATP/SNCF  | 58                     | 4            | 40,8               | 71            | Paryż i przedmieścia                     |
| Autobus                                              | RATP       | 940                    | 316          | 2816               | 1274          | Paryż (350 mln pasażerów) i przedmieścia |
| Autobus                                              | Optile     | 250                    | 1078         | 20 133             | 24 500        | Odległe przedmieścia                     |
| Statystyki transportu w aglomeracji paryskiej (2004) |            |                        |              |                    |               |                                          |

¹ Obsługa linii A i B jest podzielona między SNCF i RATP
Dodatkowym środkiem transportu w Paryżu, wykorzystywanym przez turystów, są statki kursujące po Sekwanie (batobus). Zatrzymują się one w następujących przystaniach: wieża Eiffla, Musée d’Orsay, Saint-Germain-des-Prés, katedra Notre-Dame, Hotel de Ville, Luwr, Jardins des Plantes i Pola Elizejskie.

### Transport kolejowy

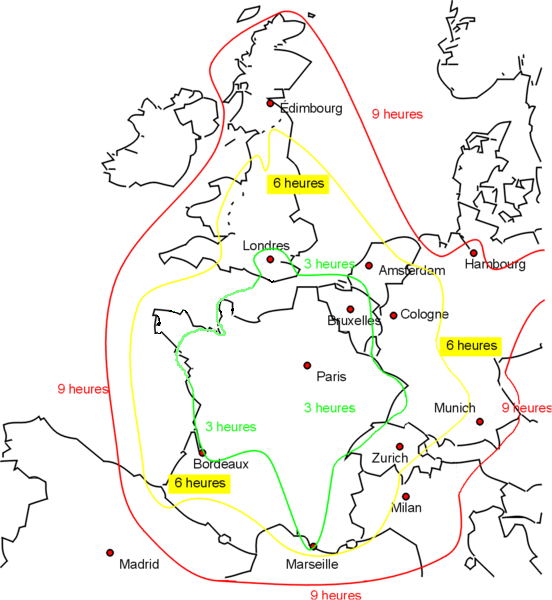
Czas podróży koleją z Paryża (2005)

Paryż jest głównym węzłem komunikacji kolejowej we Francji. Pociągi państwowego przewoźnika SNCF oraz innych przewoźników europejskich zapewniają połączenia z praktycznie każdym większym miastem kraju oraz wieloma miastami za granicą:
- Londyn i Ashford (Wielka Brytania)
- Bruksela, Antwerpia, Liège, Charleroi, Namur, Gandawa, Brugia, Ostenda (Belgia)
- Amsterdam, Rotterdam, Haga (Holandia)
- Luksemburg (Luksemburg)
- Berlin, Hamburg, Monachium, Kolonia, Frankfurt n. Menem, Hanower, Stuttgart, Akwizgran (Niemcy)
- Zurych, Genewa, Berno, Lozanna, Brig-Glis (Szwajcaria)
- Wiedeń, Salzburg (Austria)
- Rzym, Turyn, Mediolan, Bolonia, Wenecja (Włochy)
- Madryt, Barcelona, Valladolid, Girona (Hiszpania)
- Poznań, Warszawa (Polska)[20]
- Mińsk (Białoruś)
- Moskwa (Rosja).

Pociągi dalekobieżne, w tym TGV oraz regionalne odjeżdżają z sześciu głównych dworców kolejowych: Gare du Nord, Gare Montparnasse, Gare de l’Est, Gare de Lyon, Gare d’Austerlitz i Gare Saint-Lazare. W roku 2004 ok. 50 mln pasażerów skorzystało z pociągów dalekobieżnych odjeżdżających z jednego z tych dworców.

### Transport drogowy

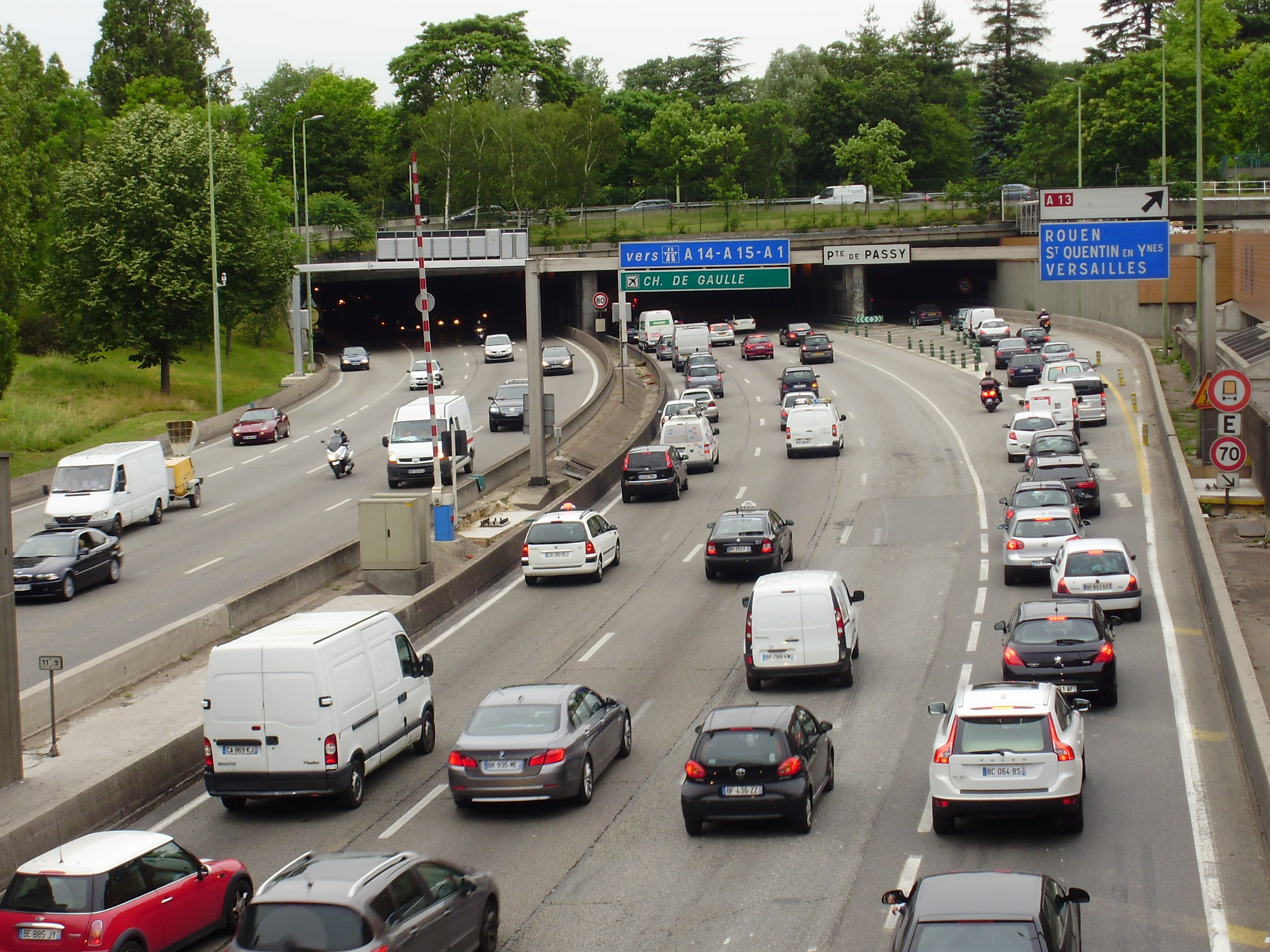
Paryski Bulwar Peryferyjny na wysokości Porte d’Auteuil (2012)

Podobnie jak dla transportu kolejowego, również dla transportu samochodowego Paryż jest największym węzłem we Francji. Miasto otaczają trzy obwodnice: Bulwar Peryferyjny, który biegnie na szlaku XIX-wiecznych fortyfikacji wokół Paryża, autostrada A86 na bliskich przedmieściach oraz Francilienne (droga krajowa N104) w większej odległości od miasta.
Sieć paryskich dróg jest gęsta i ma długość ponad 2000 km. W regionie Île-de-France jest zlokalizowanych ok. 800 km autostrad. Aglomeracja jest połączona z resztą kraju 8 rozchodzącymi się promieniście autostradami.

### Transport lotniczy

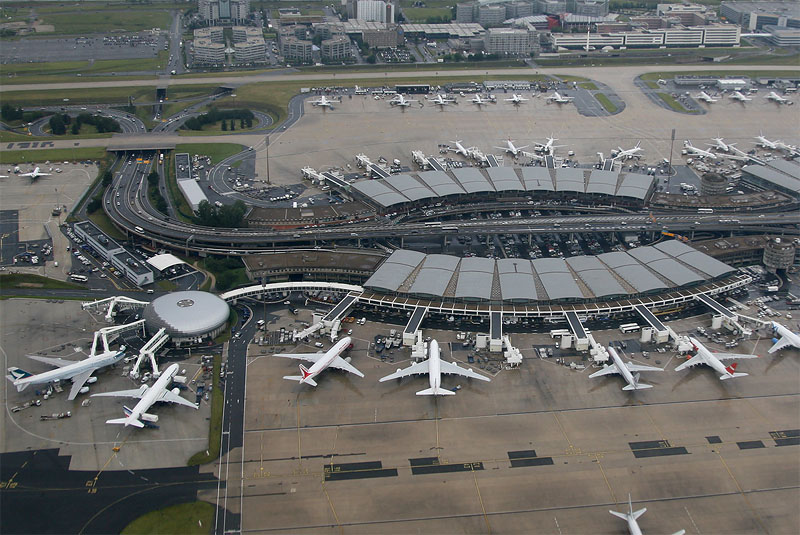
Port lotniczy im. Charles’a de Gaulle’a – terminal 2

Z trzech głównych portów lotniczych obsługujących Paryż skorzystało w roku 2005 ponad 78 mln pasażerów na ponad 550 trasach. Przeładowano w nich również 2,11 mln ton towarów (2005). Najważniejszym lotniskiem jest port lotniczy im. Charles’a de Gaulle’a znajdujący się w położonym 40 km na północny wschód od Paryża Roissy-en-France. Jest to jeden z największych portów lotniczych w Europie i na świecie. Mniejsze znaczenie ma położony na południe od miasta Orly, wykorzystywany głównie dla połączeń w ruchu krajowym oraz do południowej Europy i północnej Afryki. Trzeci port lotniczy jest zlokalizowany w pobliżu miejscowości Beauvais, położonej ok. 70 km na północ od Paryża i wykorzystywany jest przez loty czarterowe oraz tanie linie lotnicze (ok. 2 mln pasażerów rocznie).
Z pozostałych 11 portów lotniczych obsługujących aglomerację paryską najbardziej znane jest lotnisko Le Bourget, obecnie służące przyjmowaniu ruchu biznesowego, a także jako miejsce pokazów lotniczych i muzeum lotnictwa. Paryż posiada także lotnisko dla śmigłowców (héliport) w Issy-les-Moulineaux.

## Oświata i nauka

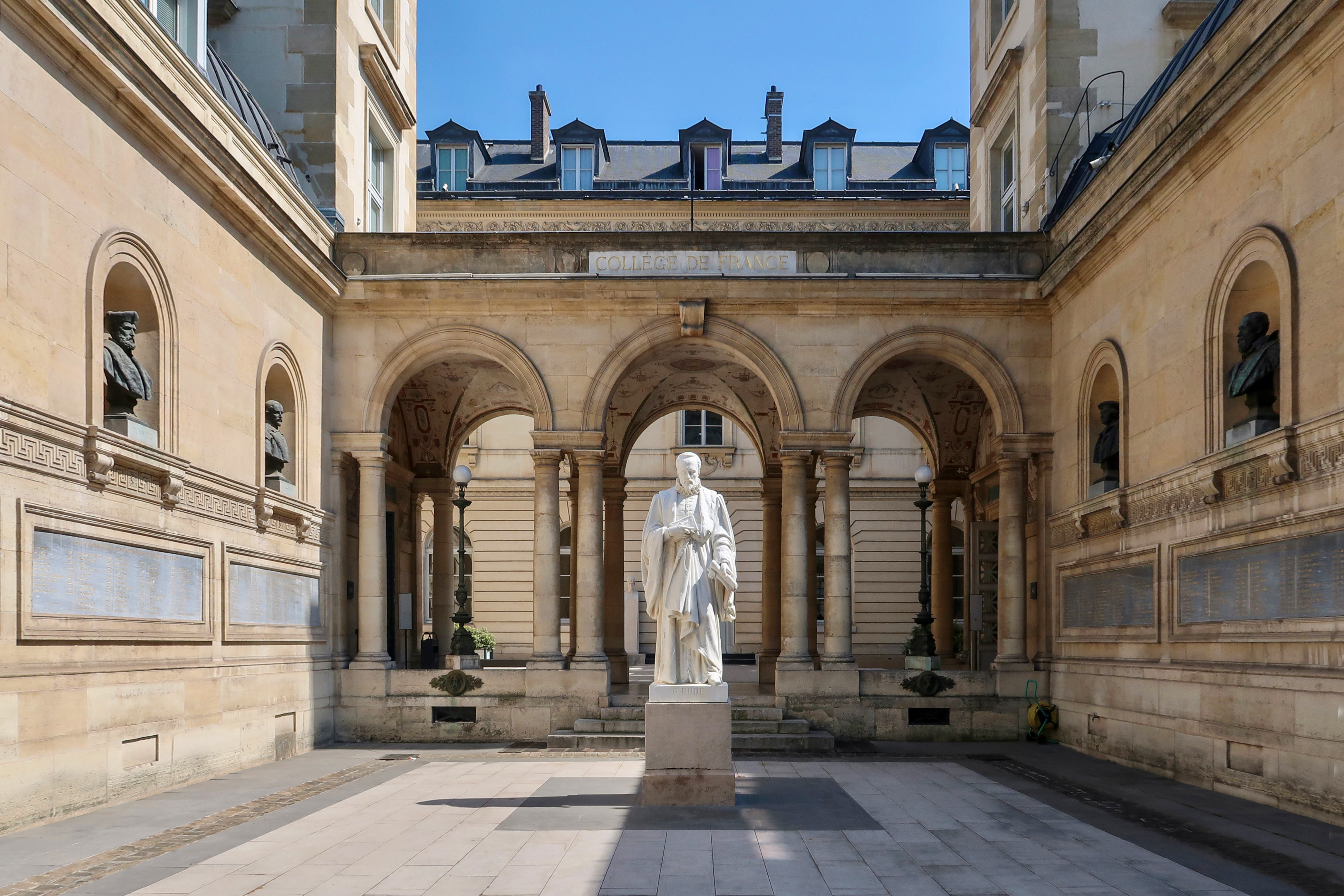
Dziedziniec Collège de France (2019)

### Uczelnie
Paryskie uczelnie to:
- Kilka autonomicznych uniwersytetów z Uniwersytetu Paryskiego, z których głównymi są: Université Paris Cité, Université Paris-Saclay et Sorbonne Université[21]
- Collège des Ingénieurs
- Conservatoire national des arts et métiers
- Instytut Nauk Politycznych (Sciences Po Paris)[22]
- Institut polytechnique de Paris
- École nationale des ponts et chaussées
- PSL Research University
- HEC Paris[23]
- ESSEC Business School
- ESCP Business School
- INSEAD

### Węzeł Wiedzy i Innowacji EIT w Paryżu
Rada Europejskiego Instytutu Technologii i Innowacji (EIT) 16 grudnia 2009 wyznaczyła centra pierwszych trzech Węzłów Wiedzy i Innowacji. Uczelnie z Paryża będą brać udział w pracach Węzła Informatycznego i Klimatycznego.
Lokalizacje Węzłów:
Zrównoważona energia:
Karlsruhe, Kraków, Grenoble, Eindhoven/Leuven, Barcelona, Sztokholm.
Zmiany klimatyczne:
Londyn, Zurych, Berlin, Paryż, Randstad.
Informatyka i społeczeństwo informacyjne:
Berlin, Eindhoven, Helsinki, Paryż oraz Sztokholm.

## Paryż w kulturze

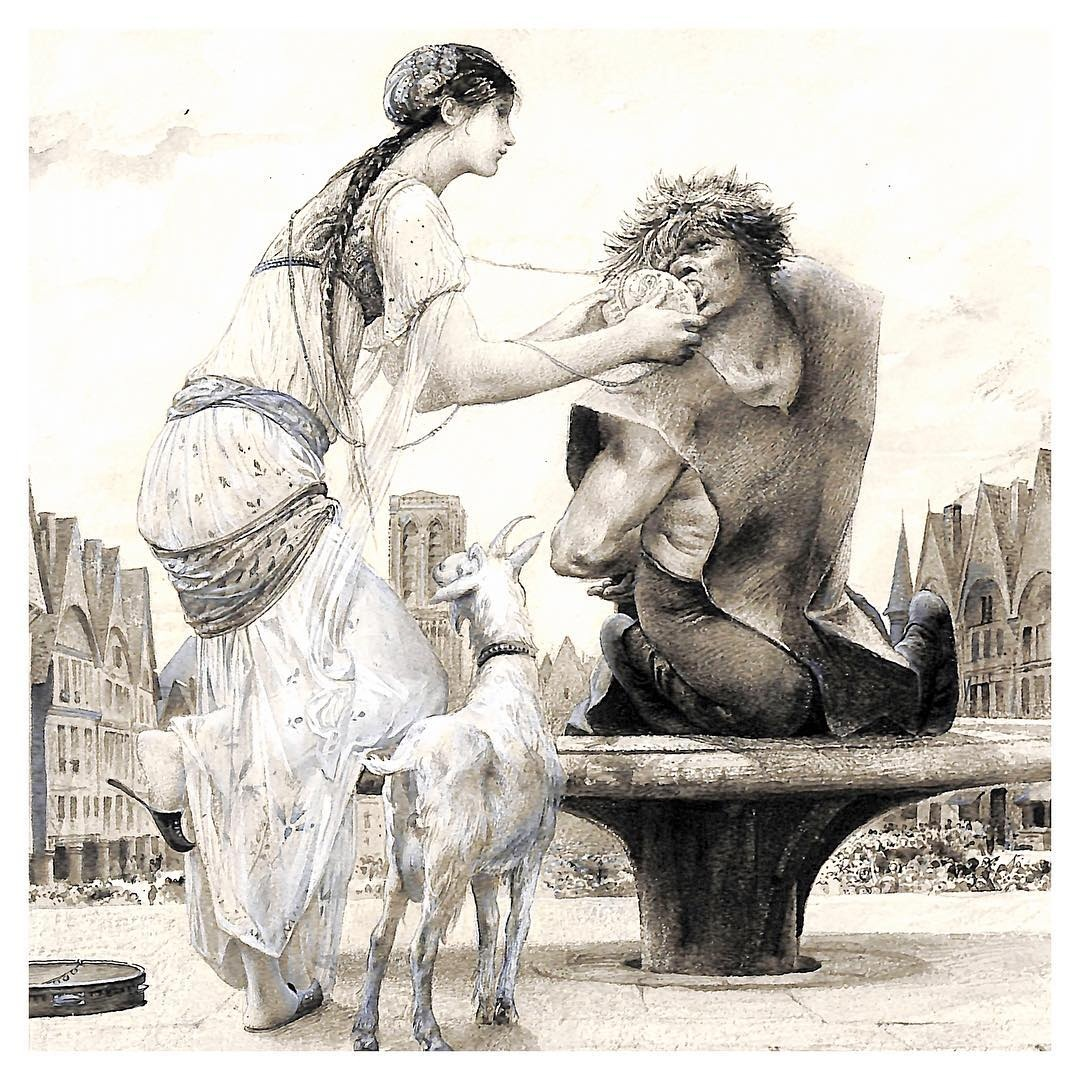
Cyganka Esmeralda i Quasimodo (Wiktor Hugo „Katedra Najświętszej Marii Panny w Paryżu” z 1831 r.)

Miasto w światowej kulturze zajmuje miejsce szczególne, nie tylko ze względu na to, że jest stolicą Francji i jednym z największych miast Europy i świata. To tu działają najbardziej znane domy mody, przybywają malarze i poeci. Wiele dzieł sztuki nawiązuje w swoim tytule czy treści właśnie do Paryża. Należą do nich choćby wielkie dzieła literatury, jak Katedra Marii Panny w Paryżu Victora Hugo, Ojciec Goriot Honoriusza Balzaka, Trzej muszkieterowie czy Królowa Margot oraz inne powieści Aleksandra Dumasa ojca, Dama kameliowa Aleksandra Dumasa syna, Sceny z życia cyganerii Henry Murgera, Gra w klasy Julio Cortazara, Zwrotnik Raka Henry’ego Millera, Upiór w operze Gastona Lerouxa wraz ze swoimi licznymi adaptacjami, czy nawet współczesne bestsellery – Kod Leonarda da Vinci Dana Browna oraz Pachnidło Patricka Süskinda. W muzyce 31 Symfonia D-dur Wolfganga Amadeusa Mozarta to po prostu Symfonia paryska, w Paryżu również toczy się akcja takich oper, jak: La Traviata (Giuseppe Verdi), Cyganeria (Giacomo Puccini), Andrea Chénier (Umberto Giordano) czy Adriana Lecouvreur (Francesco Cilea), Nocy św. Bartłomieja Giacomo Meyerbeer poświęcił Hugonotów, a jednym z najbardziej znanych operetkowych tytułów jest Życie paryskie Jacques’a Offenbacha. Richard Heuberger akcję operetki Bal w operze także umiejscowił w Paryżu.
Oddzielnym tematem jest tutaj film. Wystarczy wymienić same ekranizacje wymienionych wcześniej dzieł, a przecież akcja wielu współczesnych filmów także toczy się w tej europejskiej metropolii.

### Paryż w polskiej kulturze

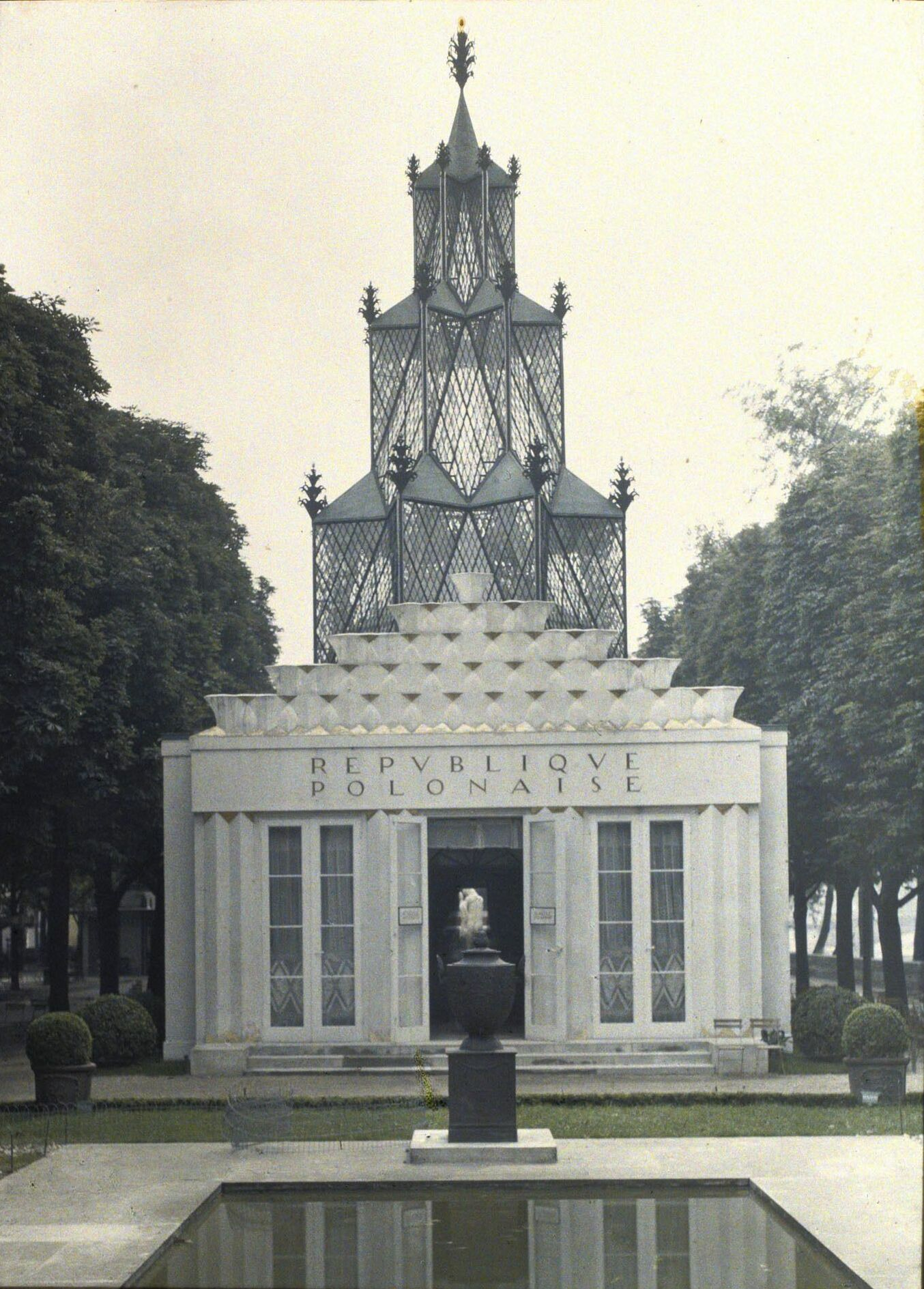
Pawilon Polski na Wystawie Światowej w Paryżu w 1925 r. Polscy architekci i artyści zdobyli wtedy najwięcej nagród wśród wszystkich państw uczestniczących w wystawie

Również w kulturze polskiej Paryż zajmuje miejsce szczególne, zwłaszcza dla twórczości w XIX wieku. To tu swoje dzieła tworzyli Juliusz Słowacki, Fryderyk Chopin i Cyprian Kamil Norwid, a Adam Mickiewicz bezpośrednio do „paryskiego bruku” odnosi się w epilogu Pana Tadeusza. Okres romantyzmu był szczególnie bogaty w twórczość i działalność artystów polskich w okresie po powstaniu listopadowym. Miasto było wówczas centrum tzw. Wielkiej Emigracji polskiej. 24 listopada 1838 r. nastąpiło podpisanie aktu fundacji, a 24 marca 1839 r. miało miejsce uroczyste otwarcie Biblioteki Polskiej, która jest najstarszą polską biblioteką za granicą, przechowującą ponad 100 tys. woluminów z zakresu polskiej historii i kultury. Ośrodek ten odgrywał i odgrywa znaczącą rolę w międzypaństwowych kontaktach kulturalnych. Polka Maria Skłodowska-Curie została pierwszą kobietą profesorem na paryskiej Sorbonie w 1906 r. W 1928 r. generał Maxime Weygand dokonał uroczystego otwarcia Place de Varsovie w Paryżu. Między I i II wojną światową w Paryżu żyli i tworzyli światowej sławy Polacy Jerzy Waldemar Jarociński, redaktor naczelny wpływowego miesięcznika „L’Amour de l’Art” oraz Tamara Łempicka, malarka epoki art déco. W czasie II wojny światowej pisarz, podróżnik i współtwórca paryskiej „Kultury” Andrzej Bobkowski opisał Paryż i Francję z perspektywy roweru. W późniejszych latach Paryż był miastem, gdzie po 1945 r. przebywało i tworzyło wielu wybitnych polskich twórców. Związani byli w dużej mierze z Instytutem Kultury Polskiej i jego czołowym wydawnictwem „Kultura”, którego naczelnym redaktorem był Jerzy Giedroyć. Obok Giedroycia w Paryżu mieszkali i tworzyli wówczas m.in. Józef Czapski, Konstanty Jeleński, a także popularni we Francji polscy artyści Roman Polański, Krzysztof Kieślowski, Andrzej Żuławski, Andrzej Seweryn, Stanisław Syrewicz, Wojciech Pszoniak i Andrzej Dobosz. Po II wojnie światowej polski architekt Jerzy Sołtan współpracował w latach 1945–1949 z Le Corbusierem w jego paryskiej pracowni, która była wtedy epicentrum światowej architektury nowoczesnej. W Paryżu tworzyło też wielu polskich malarzy: Jacek Malczewski, Olga Boznańska i Tadeusz Styka. Obszerną wystawę ich prac na stałe znajdujących się w zbiorach we Francji zorganizowano w 2010 w Gdańsku w Pałacu Opatów.

## Miasta partnerskie
Miasto partnerskie Paryża:
- Rzym, Włochy (1956)

Miasta zaprzyjaźnione:

- Algier, Algieria (2003)
- Amman, Jordania (1987)
- Ateny, Grecja (2000)
- Bejrut, Liban (1992)
- Berlin, Niemcy (1987)
- Casablanca, Maroko (2004)
- Chicago, Stany Zjednoczone (1996)
- Dżakarta, Indonezja (1995)
- Erywań, Armenia (1998)
- Kair, Egipt (1985)
- Kioto, Japonia (1958)
- Kopenhaga, Dania (2005)
- Lizbona, Portugalia (1998)
- Londyn, Wielka Brytania (2001)
- Madryt, Hiszpania (2000)
- Meksyk, Meksyk (1999)
- Montreal, Kanada (2006)
- Moskwa, Rosja (1992)
- Pekin, Chińska Republika Ludowa (1997)
- Petersburg, Rosja (1997)
- Porto Alegre, Brazylia (2001)
- Praga, Czechy (1997)
- Québec, Kanada (2003)
- Rabat, Maroko (2004)
- Rijad, Arabia Saudyjska (1997)
- Sana, Jemen (1987)
- Santiago, Chile (1997)
- San Francisco, Stany Zjednoczone (1996)
- São Paulo, Brazylia (2004)
- Seul, Korea Południowa (1991)
- Sofia, Bułgaria (1998)
- Sydney, Australia (1998)
- Tbilisi, Gruzja (1997)
- Tokio, Japonia (1982)
- Tunis, Tunezja (2004)
- Warszawa, Polska (1999)
- Waszyngton, Stany Zjednoczone (2000)